# 中国国際航空
中国国際航空（ちゅうごくこくさいこうくう、簡体字中国語: 中国国际航空股份有限公司、英語: Air China）は、中国の航空会社でフラッグ・キャリア。中国語での略称は国航、日本国内においてはエア・チャイナとも呼ばれる。

## 沿革

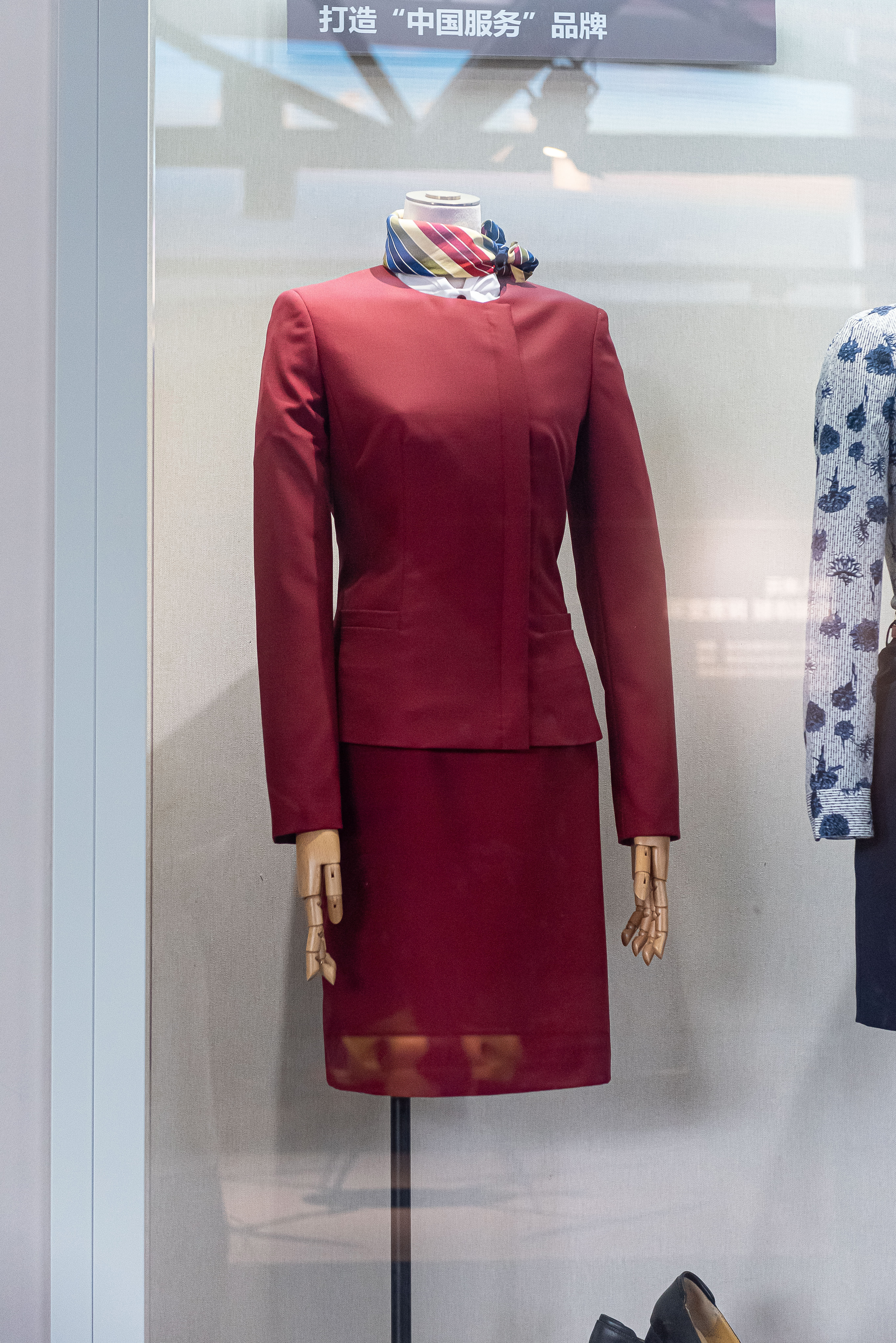
客室乗務員制服（2003年以降）

- 1988年、6つに分割解体された中国民航[1][2]の北京管理局と中華人民共和国と海外を結ぶ国際線を引き継いで設立された。ボーイング707、747、767を引き継いだ。
- 2002年、民航総局の集約計画[3]により、中国西南航空、中国航空総公司と合併[4]して、中国国際航空股份有限公司（中国国際航空株式会社）となる。
- 2003年、貨物部門を中国国際貨運航空有限公司として分社化。
- 2004年、香港証券取引所 (0753) 、ロンドン証券取引所 (AIRC) に上場した。
- 2007年12月12日 - 上海航空とともに、航空連合「スターアライアンス」に加盟。
- 2008年、北京オリンピックのローカルスポンサー（公式パートナー）を務めた。
- 2009年、財務悪化に陥っていたエア・マカオの株式を追加取得し資本比率を51%から81%に高めた[5]。キャセイパシフィックの資本比率を17.5%から30%に高め、香港での存在感も増した[6]。
- 2010年、深圳航空の株式の過半数を取得し子会社化[7]。
- 2010年12月2日、スペインの観光産業に貢献した組織や個人に贈られる賞を受賞した。この賞を、外国の航空会社として初めて受賞した[8]。
- 2011年11月15日、中国の航空会社として初めて、機内での無料Wi-Fiインターネットサービスの提供を開始した。

## 出資・提携
2006年にはキャセイパシフィック航空（ワンワールド）と中国国際航空の間で相互間の資本関係が発表され、10.2％の出資をした（2010年に30%に）。また、子会社である中国航空集団も7.3％の出資をしている。

## サービス
北京もしくは上海から欧米・オーストラリア線への長距離路線では、ファーストクラス・ビジネスクラス・エコノミークラスの3クラス制で、それ以外の近・中距離路線ではビジネスクラスとエコノミークラスの2クラス制で構成されている。なお、長距離路線に使用している機材については、最新の機内エンターテイメントシステムや電源コンセントが搭載されている。
機内食は中国料理が中心で、夕食を提供する便のみ特別食の事前予約も可能である。

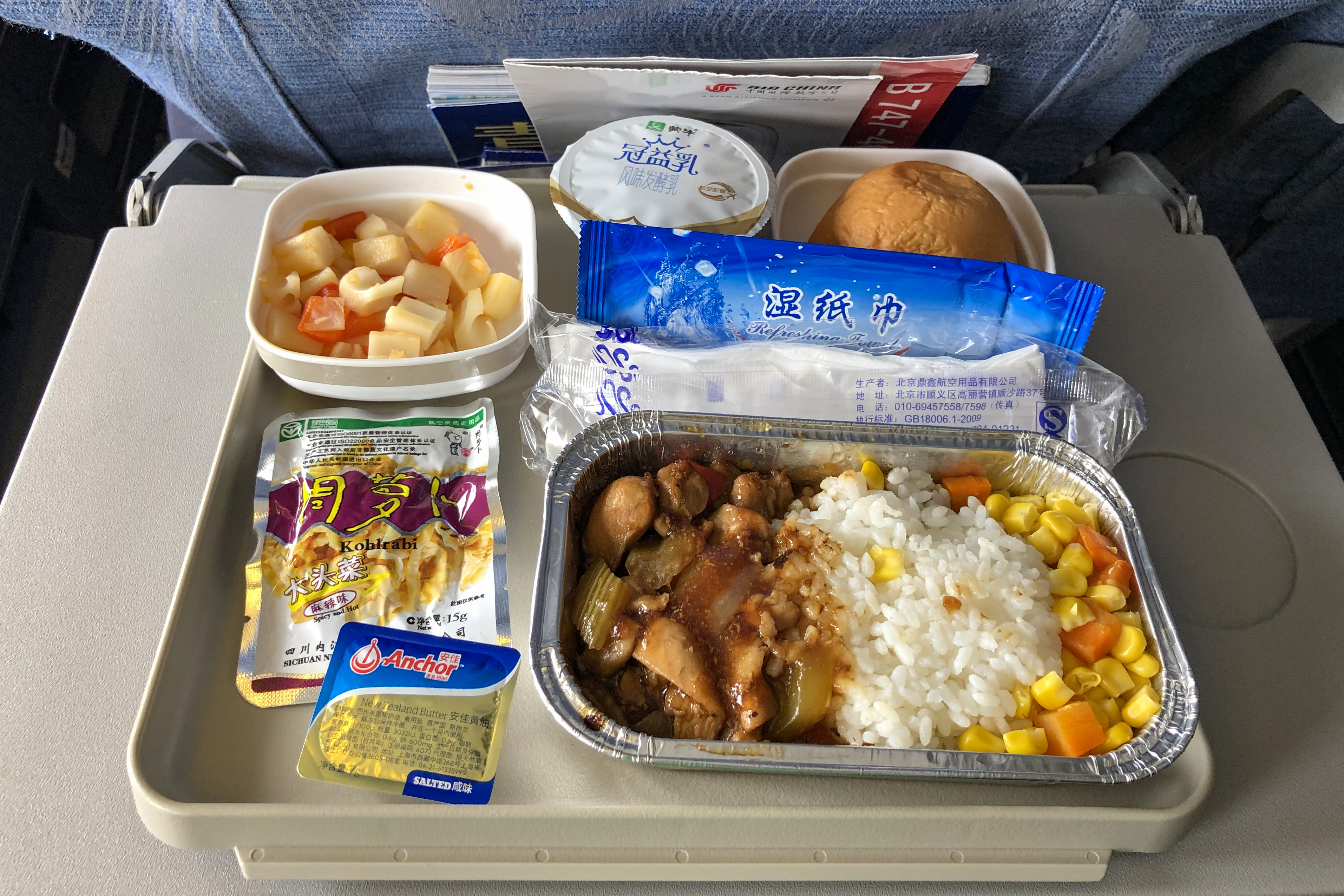
国内線エコノミークラス 機内食（昼食）
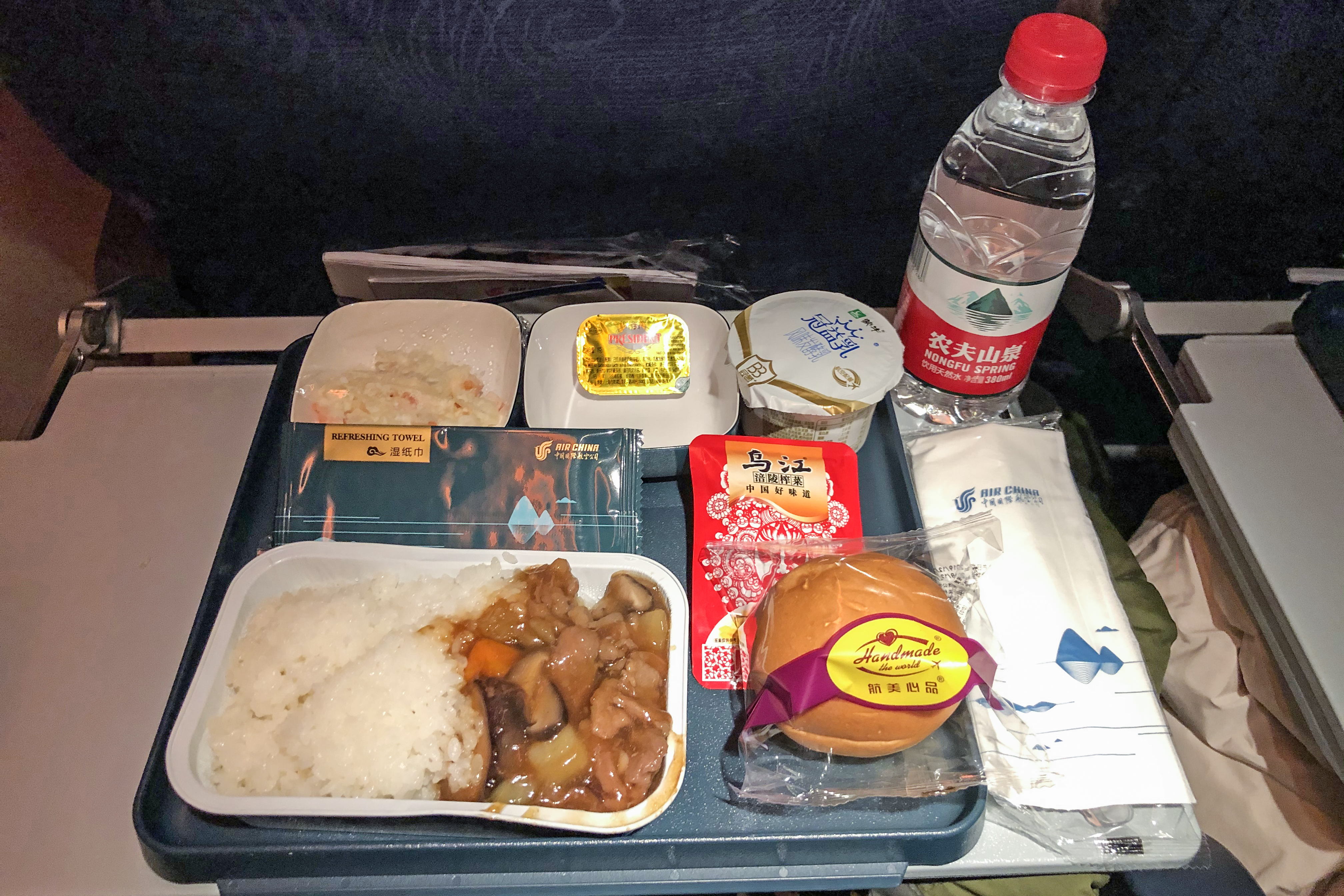
国内線エコノミークラス 機内食（夕食）
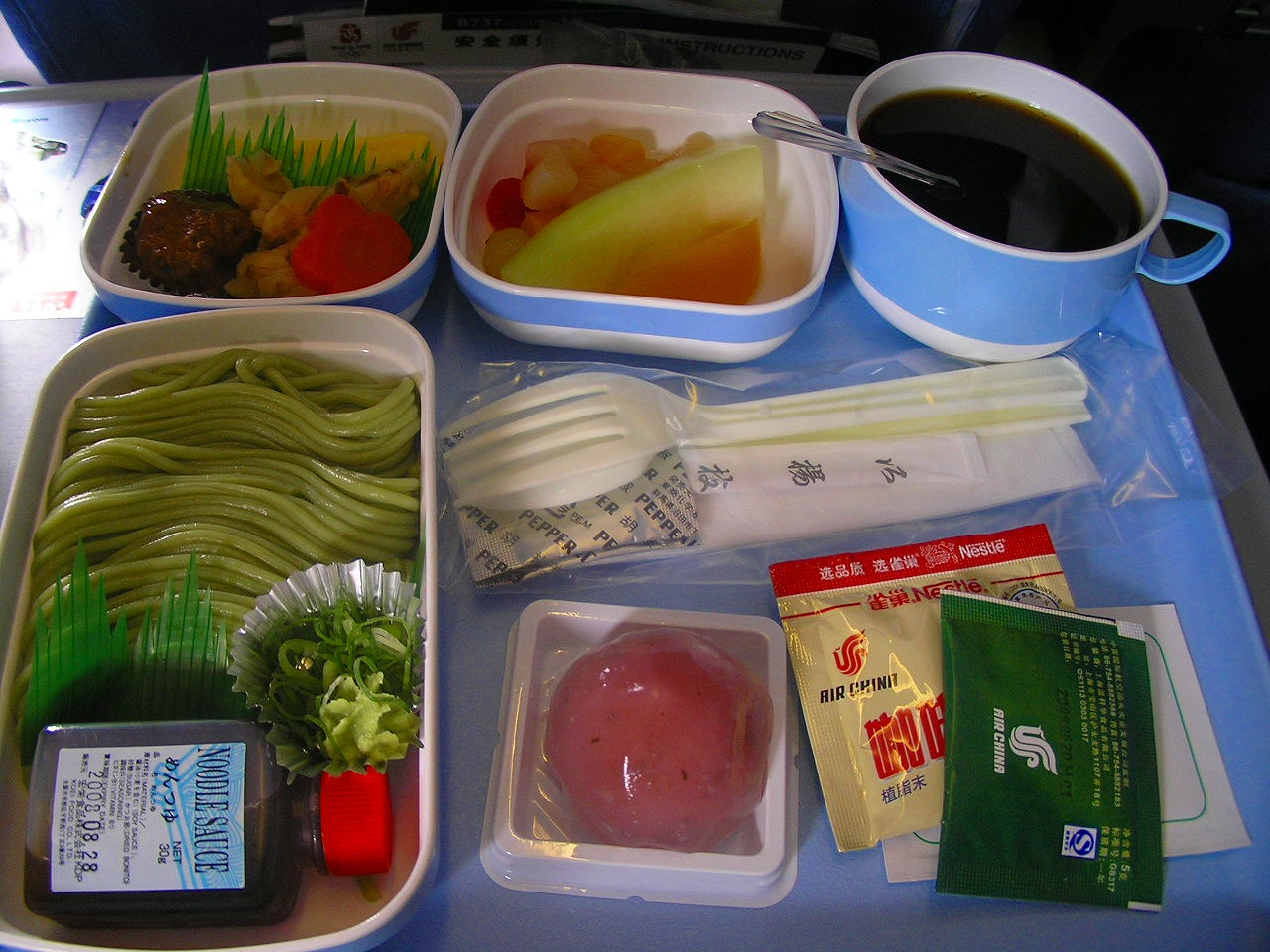
国際線エコノミークラス 機内食
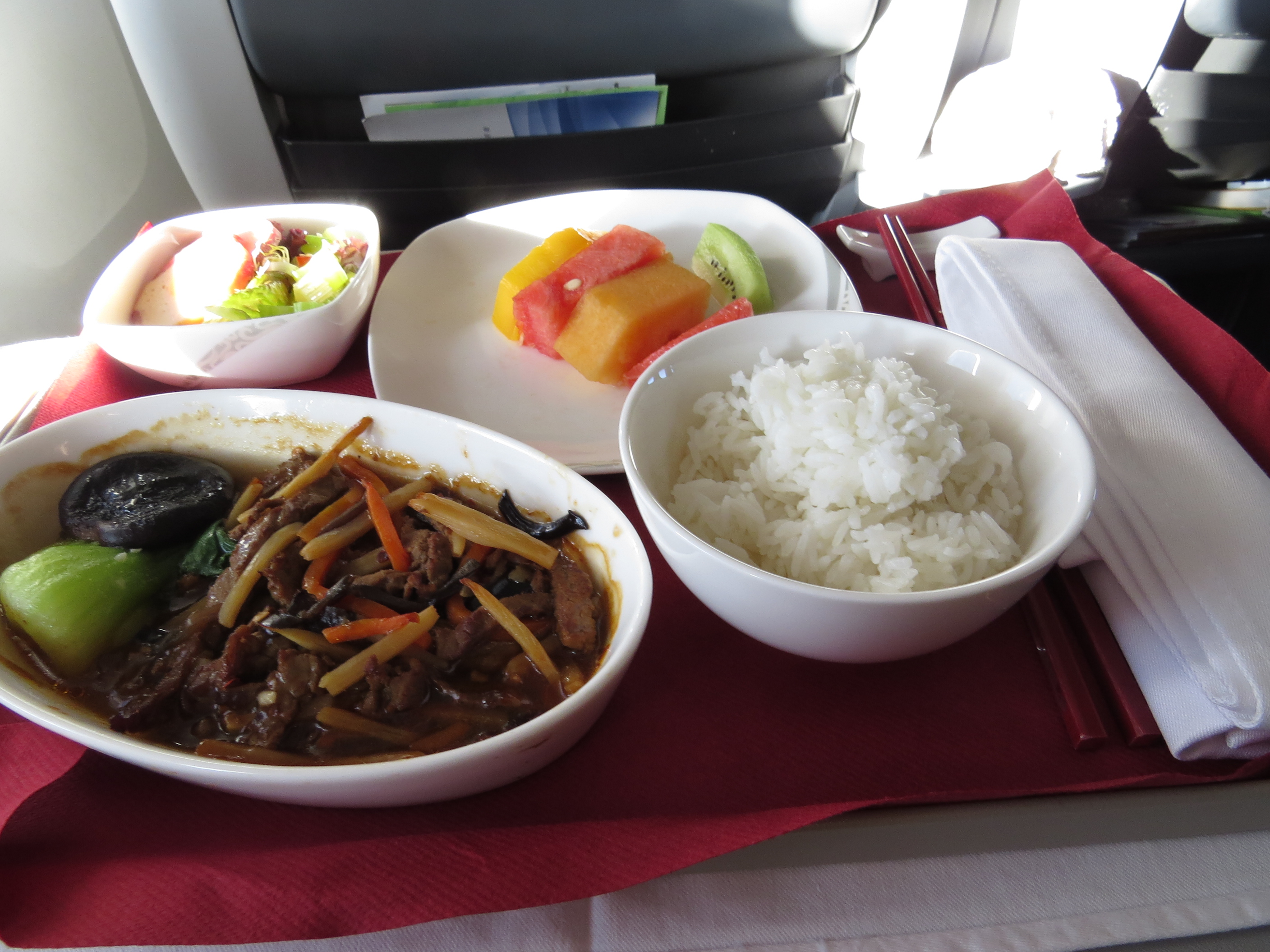
ビジネスクラス 機内食

## 尾翼章
中国国際航空の機体の尾翼には、同社のロゴマークである、「VIP」の文字を組み合わせた赤い不死鳥（鳳凰）が描かれている。「VIP」は、中国国際航空の旅客に対する姿勢を表している。

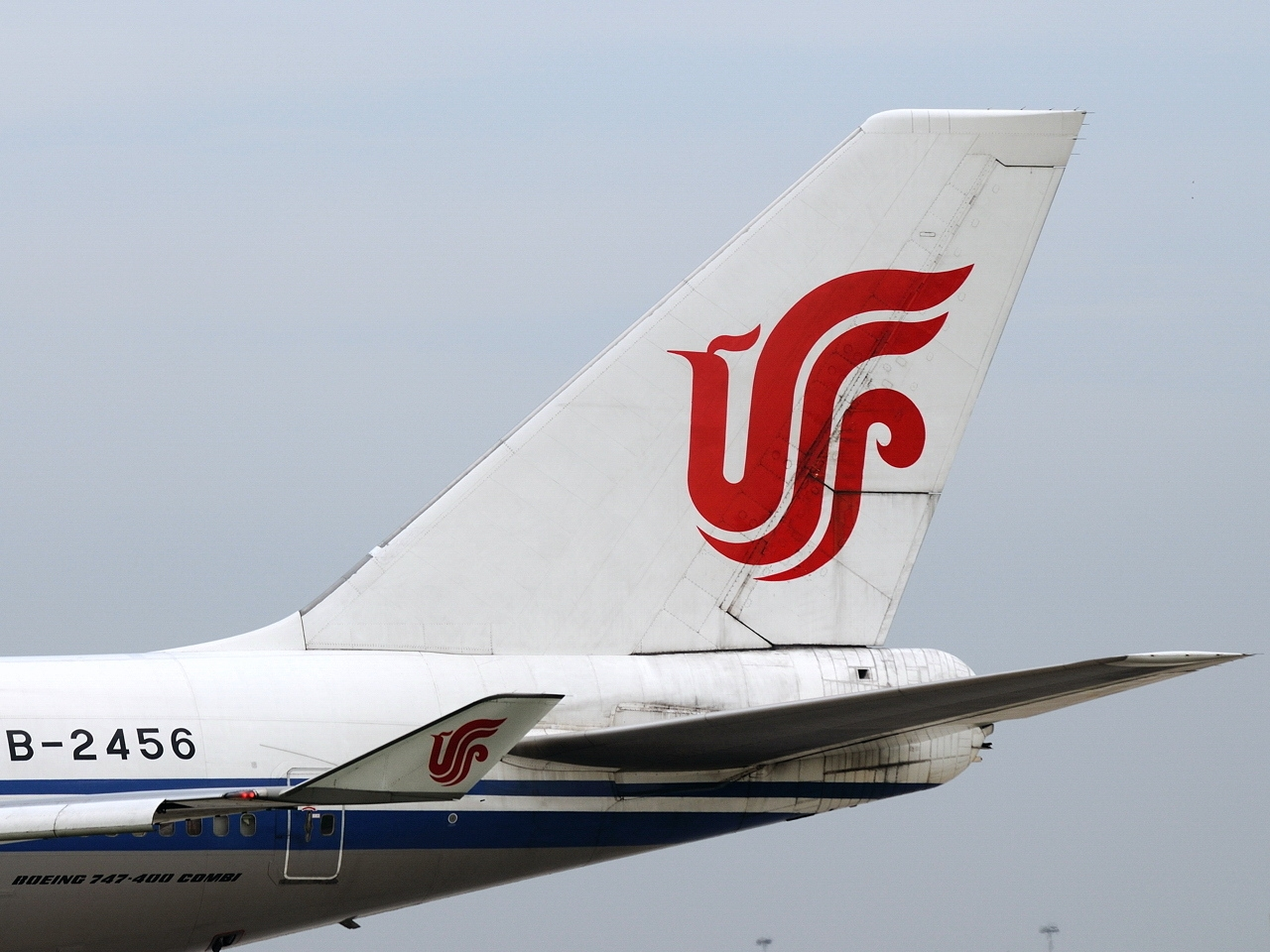
垂直尾翼に描かれた赤い不死鳥

## 就航都市
| 中国国際航空 就航都市 | 中国国際航空 就航都市 | 中国国際航空 就航都市                                  | 中国国際航空 就航都市                          | 中国国際航空 就航都市 |
| --------------------- | --------------------- | ------------------------------------------------------ | ---------------------------------------------- | --------------------- |
| 国 / 地域             | 都市                  | 空港                                                   | 備考                                           |                       |
| 東アジア              |                       |                                                        |                                                |                       |
| 中国                  | 北京                  | 北京首都国際空港                                       | メインハブ空港                                 |                       |
| 中国                  | 成都                  | 成都双流国際空港                                       | ハブ空港                                       |                       |
| 中国                  | 上海                  | 上海浦東国際空港                                       | ハブ空港                                       |                       |
| 中国                  | 上海                  | 上海虹橋国際空港                                       | ハブ空港                                       |                       |
| 中国                  | 広州                  | 広州白雲国際空港                                       | ハブ空港                                       |                       |
| 中国                  | 他約70都市に就航      |                                                        |                                                |                       |
| 日本                  | 東京                  | 東京国際空港                                           |                                                |                       |
| 日本                  | 東京                  | 成田国際空港                                           |                                                |                       |
| 日本                  | 大阪                  | 関西国際空港                                           |                                                |                       |
| 日本                  | 名古屋                | 中部国際空港                                           |                                                |                       |
| 日本                  | 札幌                  | 新千歳空港                                             |                                                |                       |
| 日本                  | 仙台                  | 仙台空港                                               |                                                |                       |
| 日本                  | 広島                  | 広島空港                                               |                                                |                       |
| 日本                  | 福岡                  | 福岡空港                                               |                                                |                       |
| 日本                  | 那覇                  | 那覇空港                                               |                                                |                       |
| 韓国                  | ソウル                | 仁川国際空港                                           |                                                |                       |
| 韓国                  | ソウル                | 金浦国際空港                                           |                                                |                       |
| 韓国                  | 釜山                  | 金海国際空港                                           |                                                |                       |
| 韓国                  | 済州                  | 済州国際空港                                           |                                                |                       |
| 台湾                  | 台北                  | 台湾桃園国際空港                                       |                                                |                       |
| 台湾                  | 台北                  | 台北松山空港                                           |                                                |                       |
| 香港                  | 香港                  | 香港国際空港                                           |                                                |                       |
| マカオ                | マカオ                | マカオ国際空港                                         |                                                |                       |
| モンゴル              | ウランバートル        | ボヤント・オハー国際空港                               |                                                |                       |
| 北朝鮮                | 平壌                  | 平壌国際空港                                           |                                                |                       |
| 東南アジア            |                       |                                                        |                                                |                       |
| ミャンマー            | ヤンゴン              | ヤンゴン国際空港                                       |                                                |                       |
| ベトナム              | ホーチミンシティ      | タンソンニャット国際空港                               |                                                |                       |
| ベトナム              | ハノイ                | ノイバイ国際空港                                       | [ 10 ]                                         |                       |
| ベトナム              | ニャチャン            | カムラン国際空港                                       |                                                |                       |
| インドネシア          | ジャカルタ            | スカルノハッタ国際空港                                 |                                                |                       |
| マレーシア            | クアラルンプール      | クアラルンプール国際空港                               |                                                |                       |
| シンガポール          | シンガポール          | シンガポール・チャンギ国際空港                         |                                                |                       |
| タイ                  | バンコク              | スワンナプーム国際空港                                 |                                                |                       |
| タイ                  | チェンマイ            | チェンマイ国際空港                                     |                                                |                       |
| タイ                  | プーケット            | プーケット国際空港                                     |                                                |                       |
| タイ                  | スラートターニー県    | スラートターニー空港                                   |                                                |                       |
| フィリピン            | マニラ                | ニノイ・アキノ国際空港                                 |                                                |                       |
| 中央アジア            |                       |                                                        |                                                |                       |
| カザフスタン          | アスタナ              | ヌルスルタン・ナザルバエフ国際空港                     |                                                |                       |
| 南アジア              |                       |                                                        |                                                |                       |
| インド                | デリー                | インディラ・ガンディー国際空港                         |                                                |                       |
| インド                | ムンバイ              | チャットラパティー・シヴァージー国際空港               |                                                |                       |
| ネパール              | カトマンズ            | トリブバン国際空港                                     |                                                |                       |
| パキスタン            | イスラマバード        | イスラマバード国際空港                                 |                                                |                       |
| パキスタン            | カラチ                | ジンナー国際空港                                       |                                                |                       |
| スリランカ            | コロンボ              | バンダラナイケ国際空港                                 |                                                |                       |
| 西アジア              |                       |                                                        |                                                |                       |
| アラブ首長国連邦      | ドバイ                | ドバイ国際空港                                         |                                                |                       |
| ヨーロッパ            |                       |                                                        |                                                |                       |
| イギリス              | ロンドン              | ロンドン・ヒースロー空港                               |                                                |                       |
| イギリス              | ロンドン              | ロンドン・ガトウィック空港                             | [ 11 ]                                         |                       |
| フランス              | パリ                  | パリ＝シャルル・ド・ゴール空港                         |                                                |                       |
| フランス              | ニース                | コート・ダジュール空港                                 | 2019年8月2日より2019年10月25日まで季節便で就航 |                       |
| ドイツ                | フランクフルト        | フランクフルト空港                                     |                                                |                       |
| ドイツ                | ミュンヘン            | フランツ・ヨーゼフ・シュトラウス空港                   |                                                |                       |
| ドイツ                | デュッセルドルフ      | デュッセルドルフ空港                                   |                                                |                       |
| イタリア              | ローマ                | フィウミチーノ空港                                     |                                                |                       |
| イタリア              | ミラノ                | ミラノ・マルペンサ国際空港                             |                                                |                       |
| スウェーデン          | ストックホルム        | ストックホルム・アーランダ空港                         |                                                |                       |
| ギリシャ              | アテネ                | エレフテリオス・ヴェニゼロス国際空港                   |                                                |                       |
| スペイン              | マドリード            | アドルフォ・スアレス・マドリード＝バラハス空港         |                                                |                       |
| スペイン              | バルセロナ            | バルセロナ・エル・プラット国際空港                     |                                                |                       |
| ロシア                | モスクワ              | シェレメーチエヴォ国際空港                             |                                                |                       |
| デンマーク            | コペンハーゲン        | コペンハーゲン国際空港                                 | [ 13 ]                                         |                       |
| スイス                | チューリッヒ          | チューリッヒ空港                                       |                                                |                       |
| スイス                | ジュネーブ            | ジュネーヴ・コアントラン国際空港                       |                                                |                       |
| オーストリア          | ウィーン              | ウィーン国際空港                                       |                                                |                       |
| ベラルーシ            | ミンスク              | ミンスク第2空港                                        |                                                |                       |
| ハンガリー            | ブダペスト            | リスト・フェレンツ国際空港                             |                                                |                       |
| ポーランド            | ワルシャワ            | ワルシャワ・ショパン空港                               |                                                |                       |
| 北アメリカ            |                       |                                                        |                                                |                       |
| アメリカ合衆国        | ロサンゼルス          | ロサンゼルス国際空港                                   |                                                |                       |
| アメリカ合衆国        | サンフランシスコ      | サンフランシスコ国際空港                               |                                                |                       |
| アメリカ合衆国        | サンノゼ              | ノーマン・Y・ミネタ・サンノゼ国際空港                  |                                                |                       |
| アメリカ合衆国        | ニューヨーク          | ジョン・F・ケネディ国際空港                            |                                                |                       |
| アメリカ合衆国        | ニューヨーク          | ニューアーク・リバティ国際空港                         |                                                |                       |
| アメリカ合衆国        | ワシントンD.C.        | ワシントン・ダレス国際空港                             |                                                |                       |
| アメリカ合衆国        | ヒューストン          | ジョージ・ブッシュ・インターコンチネンタル空港         |                                                |                       |
| カナダ                | バンクーバー          | バンクーバー国際空港                                   |                                                |                       |
| カナダ                | モントリオール        | モントリオール・ピエール・エリオット・トルドー国際空港 |                                                |                       |
| カナダ                | トロント              | トロント・ピアソン国際空港                             | 2025年5月20日より就航予定                      |                       |
| 南アメリカ            |                       |                                                        |                                                |                       |
| ブラジル              | サンパウロ            | グアルーリョス国際空港                                 |                                                |                       |
| キューバ              | ハバナ                | ホセ・マルティ国際空港                                 |                                                |                       |
| パナマ                | パナマシティ          | トクメン国際空港                                       | [ 15 ]                                         |                       |
| オセアニア            |                       |                                                        |                                                |                       |
| オーストラリア        | シドニー              | シドニー国際空港                                       |                                                |                       |
| オーストラリア        | メルボルン            | メルボルン空港                                         |                                                |                       |
| ニュージーランド      | オークランド          | オークランド国際空港                                   |                                                |                       |
| アフリカ              |                       |                                                        |                                                |                       |
| 南アフリカ共和国      | ヨハネスブルグ        | O・R・タンボ国際空港                                   |                                                |                       |
| 休・廃止路線          |                       |                                                        |                                                |                       |
| 日本                  | 函館                  | 函館空港                                               | 運休中                                         |                       |
| 日本                  | 茨城                  | 茨城空港                                               |                                                |                       |
| カンボジア            | シェムリアップ        | シェムリアップ国際空港                                 |                                                |                       |
| フィリピン            | セブ                  | マクタン・セブ国際空港                                 |                                                |                       |
| インド                | バンガロール          | ベンガルール国際空港                                   |                                                |                       |
| ロシア                | ウラジオストク        | ウラジオストク空港                                     |                                                |                       |
| エチオピア            | アディスアベバ        | ボレ国際空港                                           |                                                |                       |
| アメリカ合衆国        | ホノルル              | ダニエル・K・イノウエ国際空港                          | 2019年8月27日より運休                          |                       |
| オーストラリア        | ブリスベン            | ブリスベン空港                                         | [ 18 ]                                         |                       |

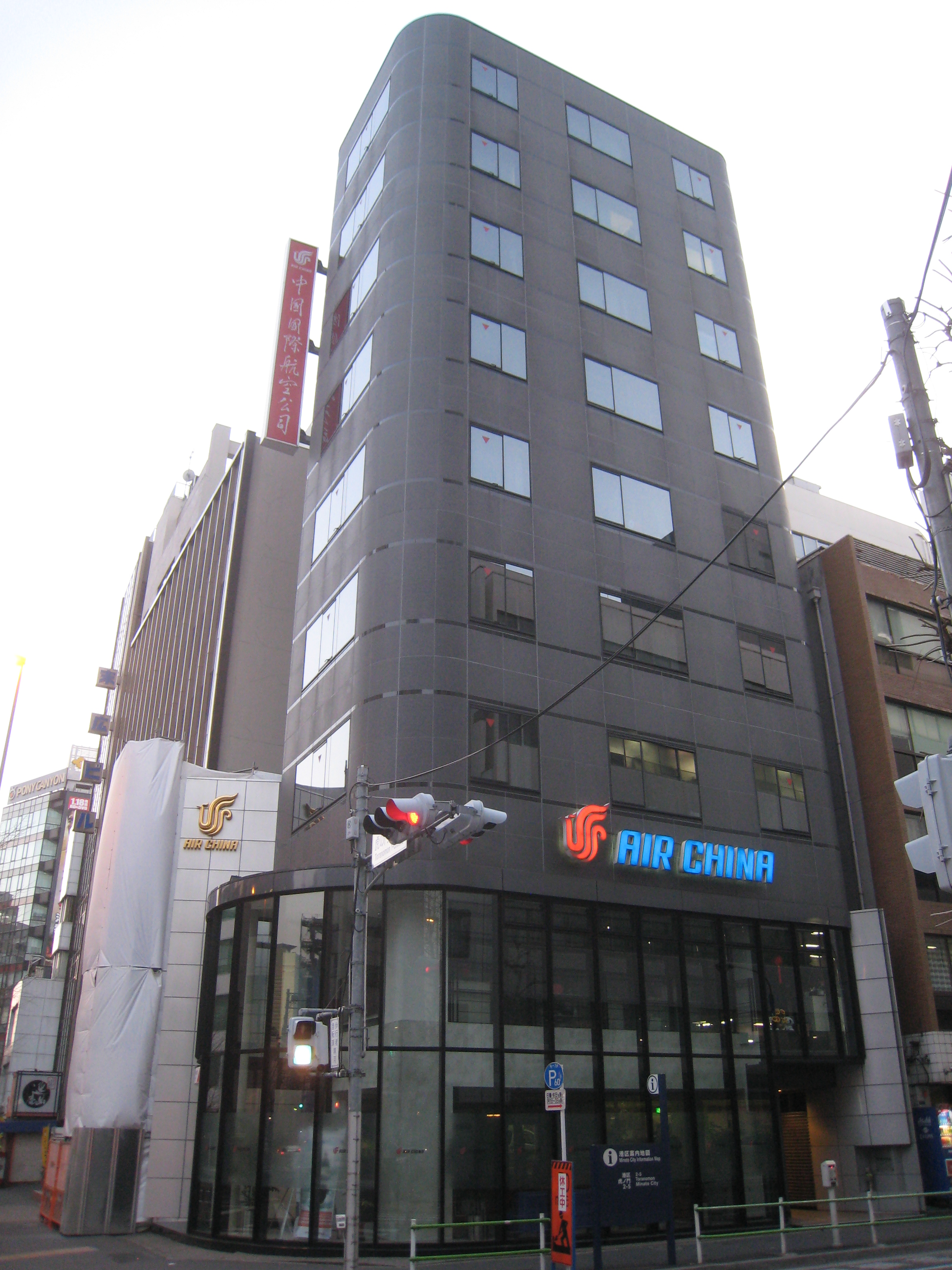
エアチャイナビル（東京都港区虎ノ門2-5-2） 日本支社・東京支店オフィス
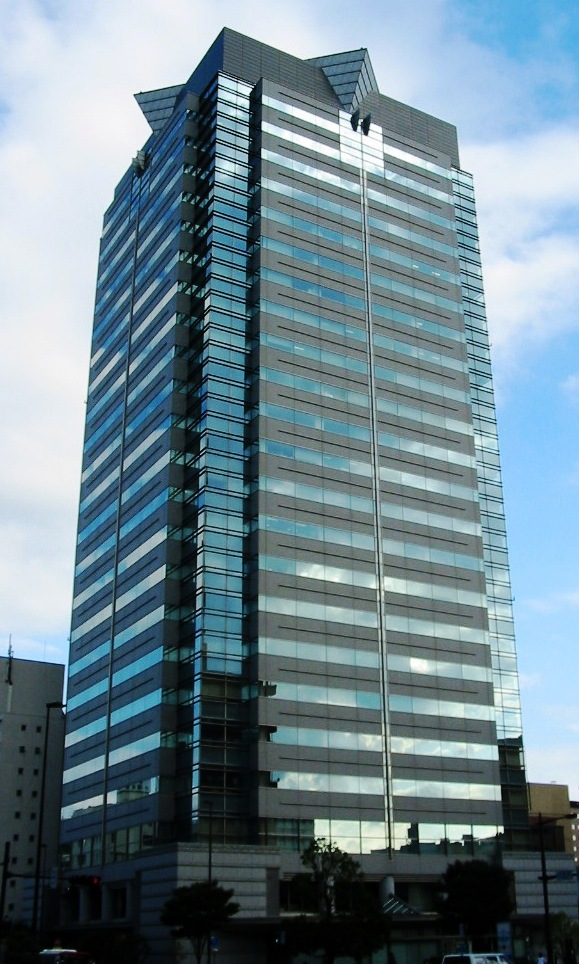
花京院ビル（仙台市青葉区花京院2丁目1-62） 仙台支店
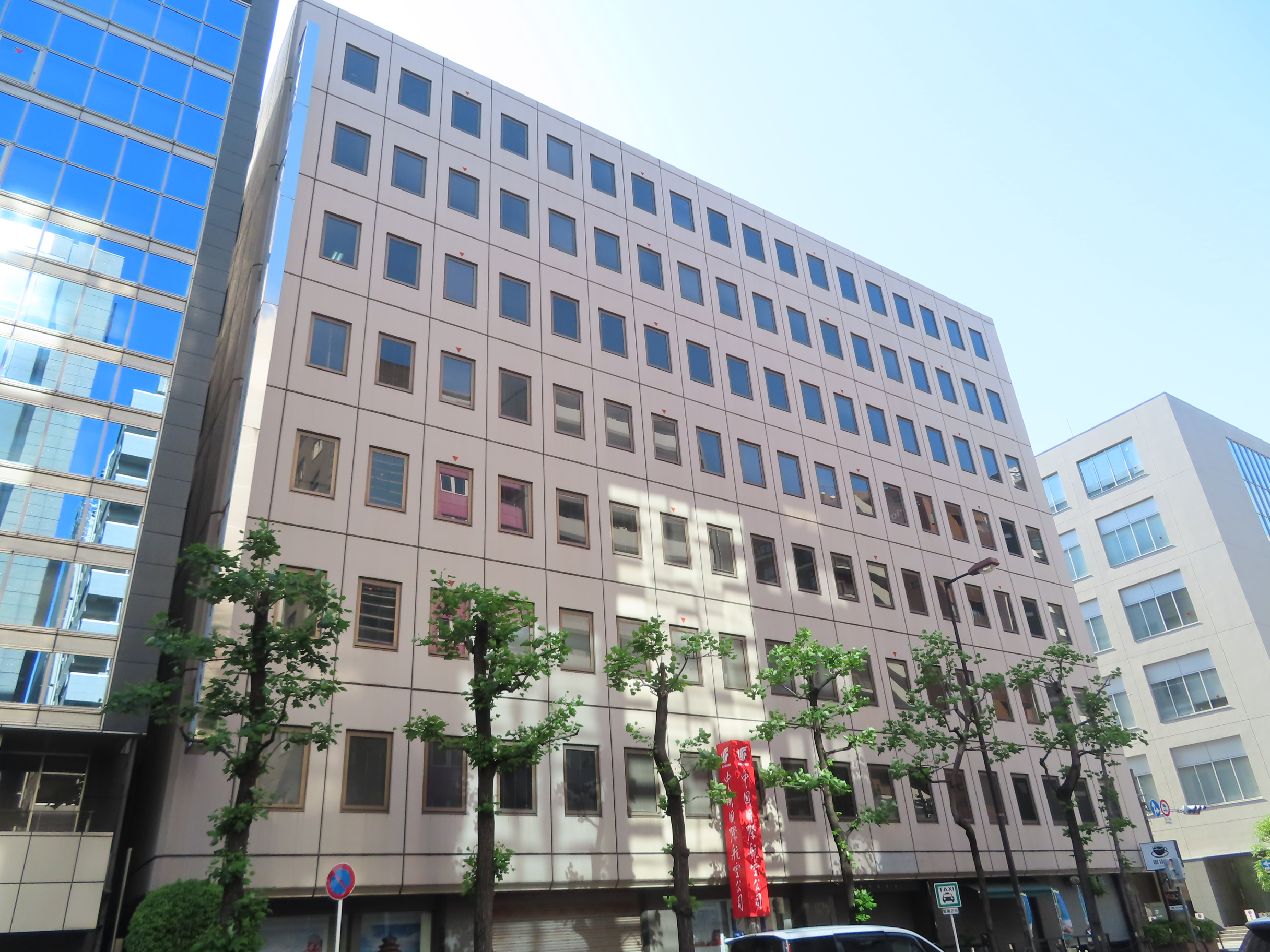
大阪堺筋ビル（大阪市中央区博労町2丁目2-13）大阪支店

## 日本との関係

### 日本への運航路線
| 便名      | 路線      | 路線         | 機材                                   | コードシェア |
| --------- | --------- | ------------ | -------------------------------------- | ------------ |
| CA133/134 | 北京/首都 | 東京/羽田    | - エアバスA321 - エアバスA330-300      |              |
| CA167/168 | 北京/首都 | 東京/羽田    | - エアバスA321 - エアバスA330-300      |              |
| CA181/182 | 北京/首都 | 東京/羽田    | - エアバスA321 - エアバスA330-300      |              |
| CA183/184 | 北京/首都 | 東京/羽田    | - エアバスA321 - エアバスA330-300      |              |
| CA421/422 | 北京/首都 | 東京/羽田    | - エアバスA321 - エアバスA330-300      |              |
| CA113/114 | 北京/首都 | 東京/成田    | - エアバスA321 - エアバスA330-300      |              |
| CA925/926 | 北京/首都 | 東京/成田    | - エアバスA321 - エアバスA330-300      | NH、SC       |
| CA127/128 | 北京/首都 | 大阪/関西    | - エアバスA321 - エアバスA330-300      |              |
| CA161/162 | 北京/首都 | 大阪/関西    | - エアバスA321 - エアバスA330-300      |              |
| CA927/928 | 北京/首都 | 大阪/関西    | - エアバスA321 - エアバスA330-300      | NH           |
| CA759/760 | 北京/首都 | 中部         | ボーイング737-800                      | NH           |
| CA831/832 | 北京/首都 | 那覇         | ボーイング737-800                      |              |
| CA953/954 | 北京/首都 | 大連経由福岡 | ボーイング737-800                      | NH、NZ       |
| CA155/156 | 北京/首都 | 大連経由仙台 | ボーイング737-800                      | NH、NZ       |
| CA153/154 | 北京/首都 | 大連経由広島 | ボーイング737-800                      | NZ           |
| CA169/170 | 北京/首都 | 新千歳       | - ボーイング737-800 - エアバスA330-200 |              |
| CA951/952 | 大連      | 東京/成田    | ボーイング737-800                      | NH           |
| CA433/434 | 重慶      | 東京/成田    | ボーイング737-800                      |              |
| CA951/952 | 天津      | 東京/成田    | ボーイング737-800                      |              |
| CA459/460 | 成都      | 東京/成田    | エアバスA320neo                        |              |
| CA157/158 | 上海/浦東 | 東京/成田    | エアバスA321                           |              |
| CA923/924 | 上海/浦東 | 東京/成田    | - エアバスA321 - エアバスA330-200      | SC           |
| CA919/920 | 上海/浦東 | 東京/成田    | - エアバスA321 - エアバスA350-900      |              |
| CA929/930 | 上海/浦東 | 東京/成田    | - エアバスA321 - エアバスA350-900      | NH           |

コードシェア
- NH-全日本空輸
- NZ-ニュージーランド航空
- SC-山東航空

## 保有機材
中国国際航空が発注したボーイング社製航空機の顧客番号（カスタマーコード）はJ6と9Lで、航空機の形式名は747-4J6, 767-3J6, 777-2J6,777-39LER などとなる。
中国国際航空発足当初は、中国民航から引き継いだ旧ソ連など共産圏製の機体が多かったが、現在は、ボーイングやエアバスが保有機体の多くを占める。機体の基本デザインは中国民航時代からあまり変化していない。機体に筆文字で「中國國際航空公司」と書かれているが、これは鄧小平の手によるものである。
なお、特別塗装機を除き、中国の航空会社では唯一機体に五星紅旗が描かれているが、台湾問題から台湾への両岸直行便には国旗が描かれていない専用機が充当される。
世界でも数少ないボーイング747-8ICのオペレータで、その中で同機のライバル機であるエアバスA380型機を運用していない航空会社は同社のみである。

### 現在の保有機材
| 機材                | 保有数 | 発注数 | 座席数 | 座席数 | 座席数 | 座席数 | 座席数 | 備考          |
| 機材                | 保有数 | 発注数 | F      | C      | Y+     | Y      | 計     | 備考          |
| ------------------- | ------ | ------ | ------ | ------ | ------ | ------ | ------ | ------------- |
| エアバスA319-100    | 23     | -      | -      | 8      | -      | 120    | 128    |               |
| エアバスA319neo     | 1      | 9      | -      | 8      | -      | 120    | 128    |               |
| エアバスA320-200    | 38     | -      | -      | 8      | -      | 150    | 158    |               |
| エアバスA320neo     | 53     | -      | -      | 8      | -      | 150    | 158    |               |
| エアバスA321-200    | 61     | -      | -      | 16     | -      | 161    | 177    |               |
| エアバスA321-200    | 61     | -      | -      | 12     | -      | 173    | 185    |               |
| エアバスA321neo     | 30     | 50     | -      | 12     | -      | 182    | 194    |               |
| エアバスA321neo     | 30     | 50     | -      | 12     | -      | 186    | 198    |               |
| エアバスA330-200    | 15     | -      | -      | 30     | -      | 207    | 237    |               |
| エアバスA330-200    | 15     | -      | -      | 18     | -      | 247    | 265    |               |
| エアバスA330-200    | 15     | -      | -      | 12     | -      | 271    | 283    |               |
| エアバスA330-300    | 28     | -      | -      | 30     | 16     | 255    | 301    |               |
| エアバスA330-300    | 28     | -      | -      | 36     | 20     | 255    | 311    |               |
| エアバスA350-900    | 30     | -      | -      | 32     | 24     | 256    | 312    |               |
| ボーイング737-700   | 17     | -      | -      | 8      | -      | 120    | 128    | B-3999はVIP用 |
| ボーイング737-800   | 87     | -      | -      | 12     | -      | 147    | 159    |               |
| ボーイング737-800   | 87     | -      | -      | 8      | -      | 159    | 167    |               |
| ボーイング737-800   | 87     | -      | -      | 8      | -      | 168    | 176    |               |
| ボーイング737-8 MAX | 27     | 4      | 8      | -      | -      | 168    | 176    |               |
| ボーイング747-400   | 2      | -      | 10     | 42     | -      | 292    | 344    | 順次退役予定  |
| ボーイング747-8I    | 7      | -      | 12     | 54     | 66     | 233    | 365    | B-2479はVIP用 |
| ボーイング777-300ER | 28     | -      | 8      | 42     | -      | 261    | 311    |               |
| ボーイング777-300ER | 28     | -      | -      | 36     | -      | 356    | 392    |               |
| ボーイング787-9     | 14     | -      | -      | 30     | 34     | 229    | 293    |               |
| COMAC C909          | 35     | -      | -      | -      | -      | 90     | 90     |               |
| COMAC C919          | 3      | 102    | -      | 8      | -      | 150    | 158    |               |
| 中国国際貨運航空    |        |        |        |        |        |        |        |               |
| エアバスA330-200P2F | 5      | 3      | 貨物   | 貨物   | 貨物   | 貨物   | 貨物   |               |
| ボーイング747-400F  | 3      | -      | 貨物   | 貨物   | 貨物   | 貨物   | 貨物   |               |
| ボーイング777F      | 13     | -      | 貨物   | 貨物   | 貨物   | 貨物   | 貨物   |               |
| 計                  | 520    | 168    |        |        |        |        |        |               |

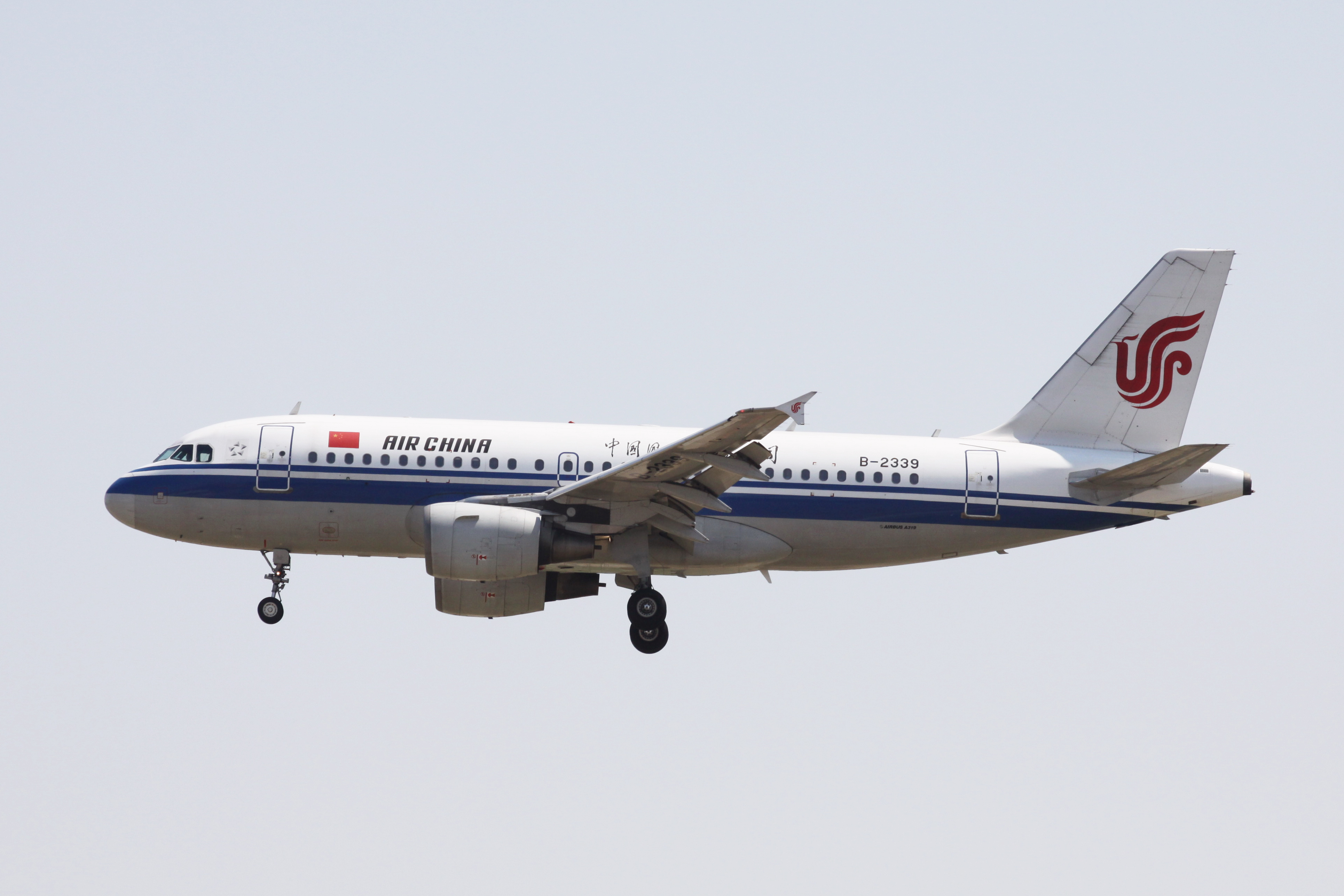
エアバスA319-100
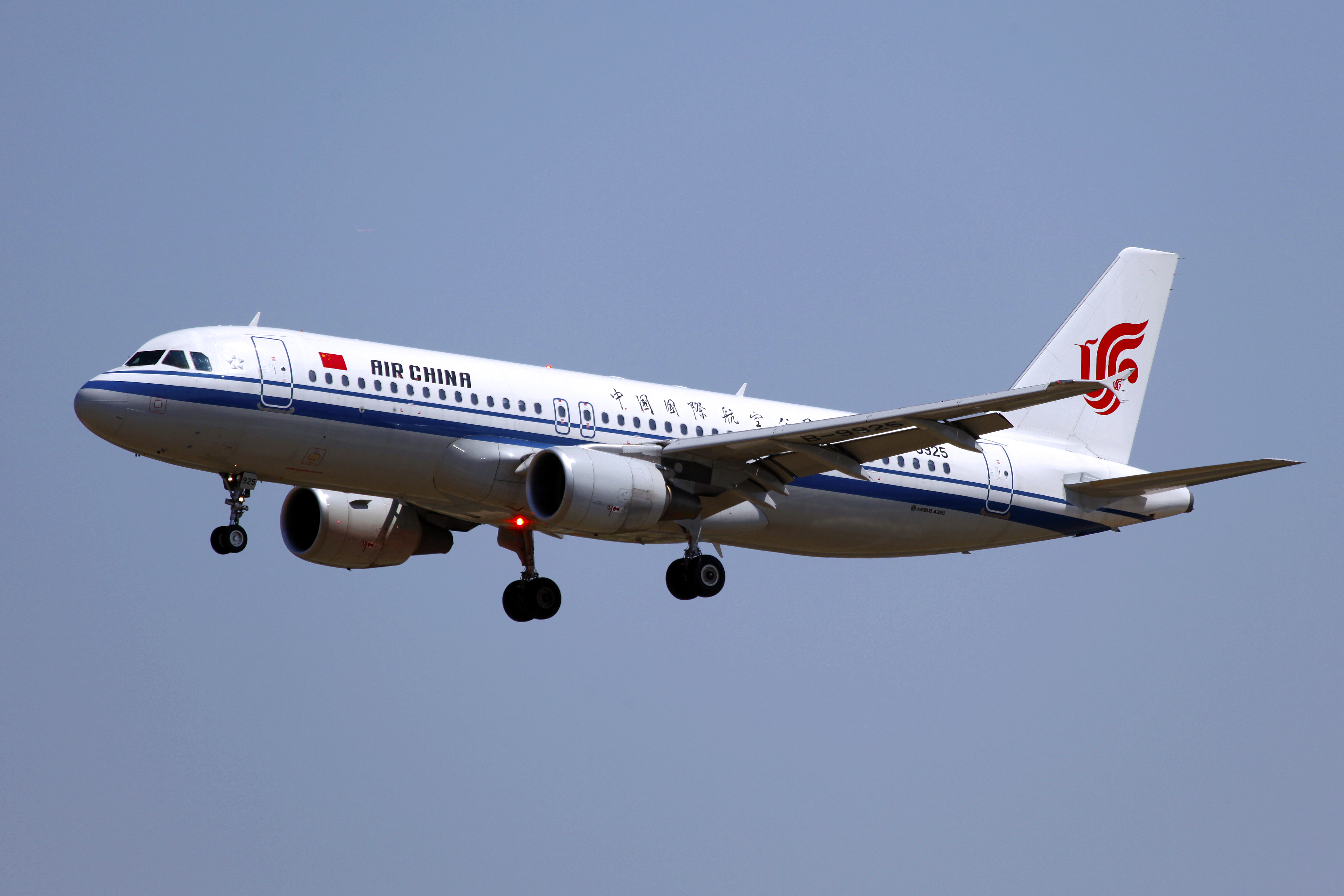
エアバスA320-200
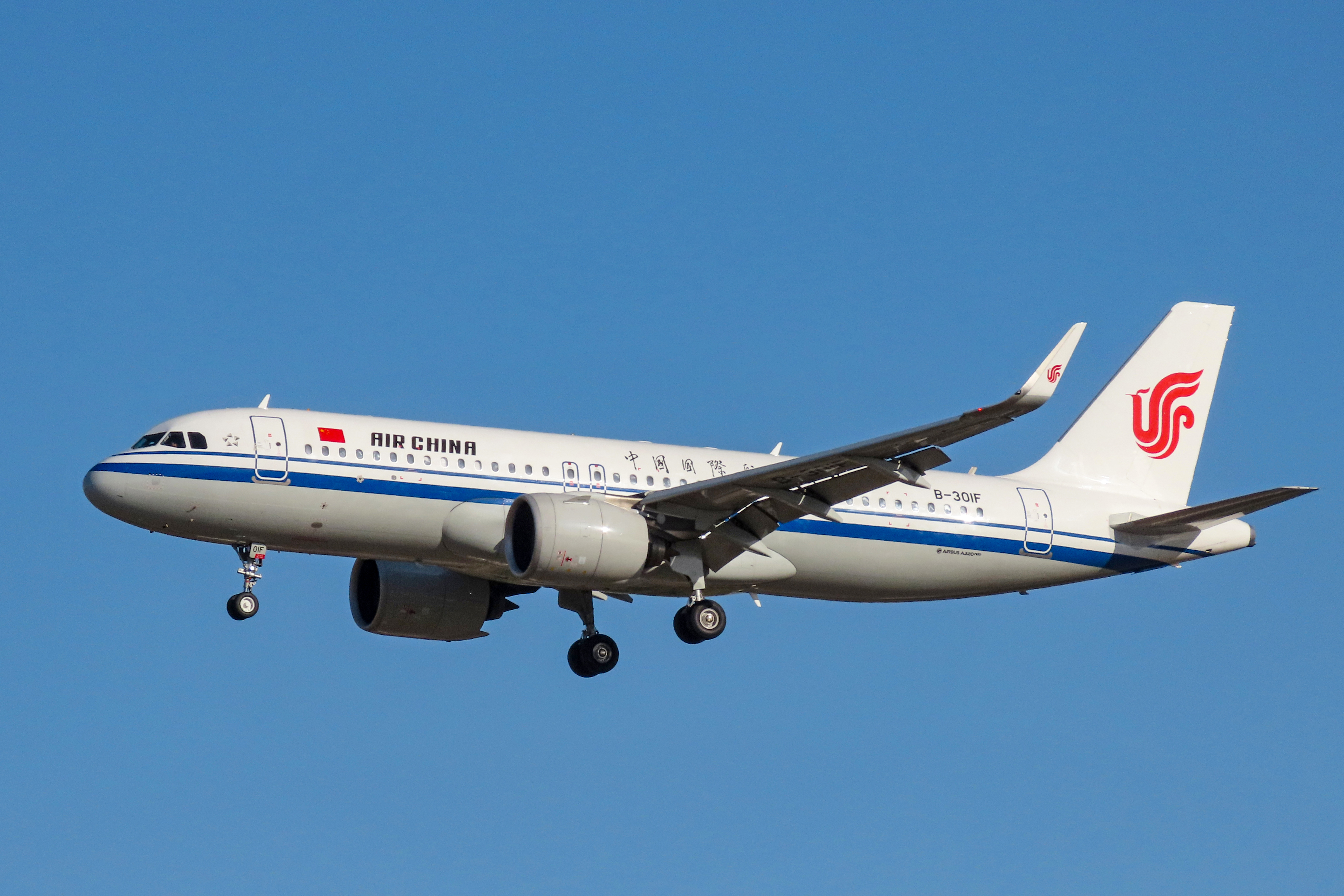
エアバスA320neo
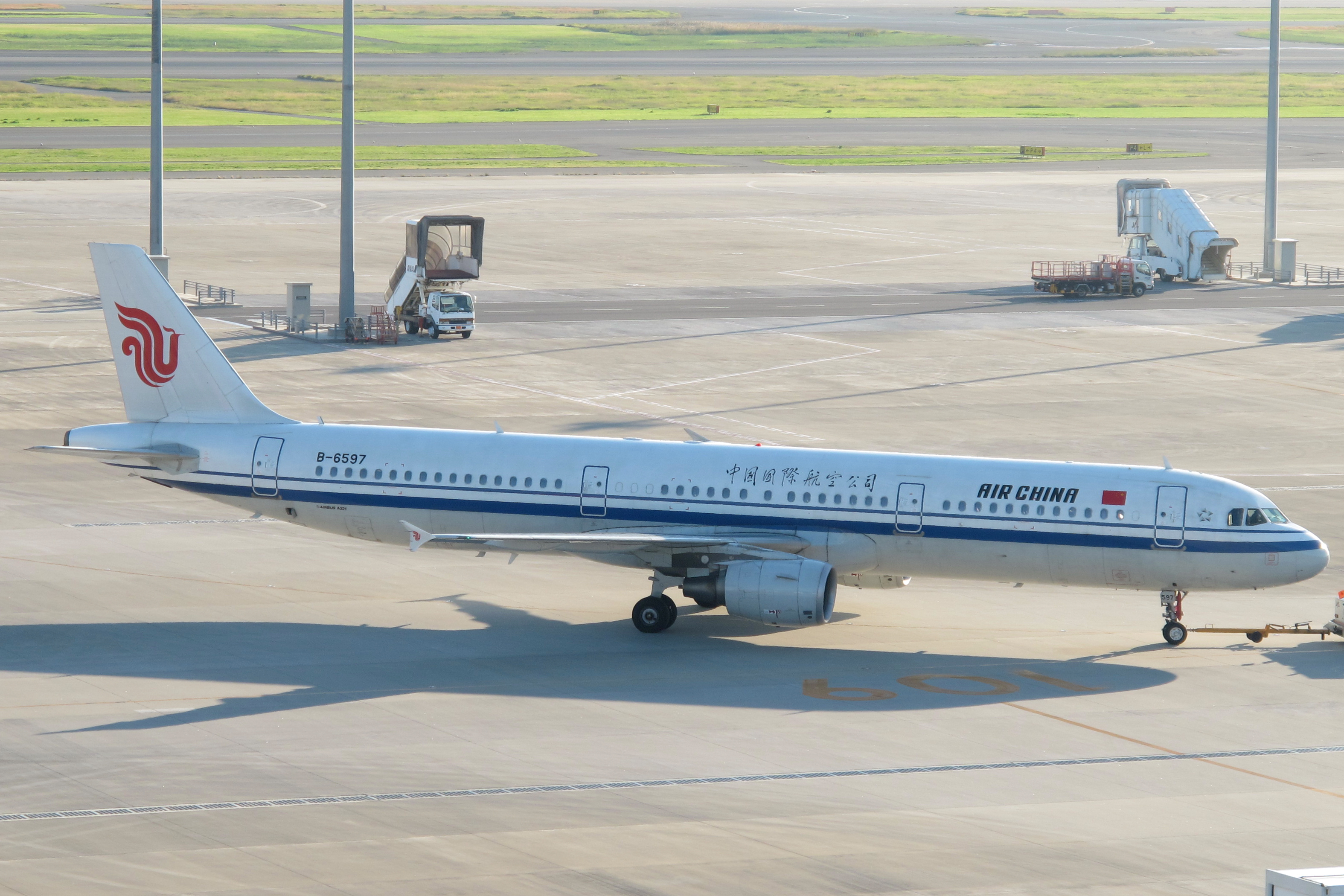
エアバスA321-200
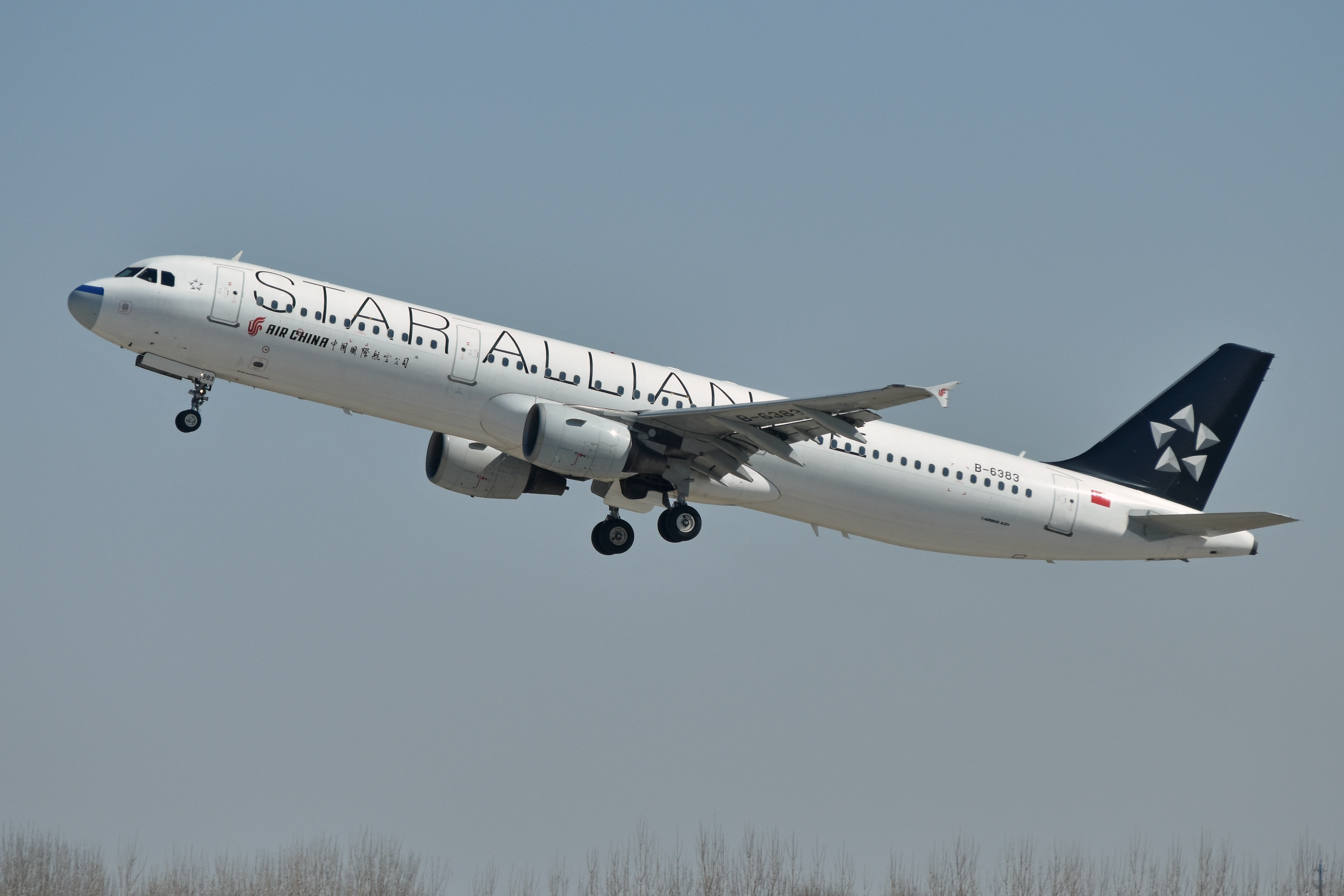
エアバスA321-200（スターアライアンス塗装）
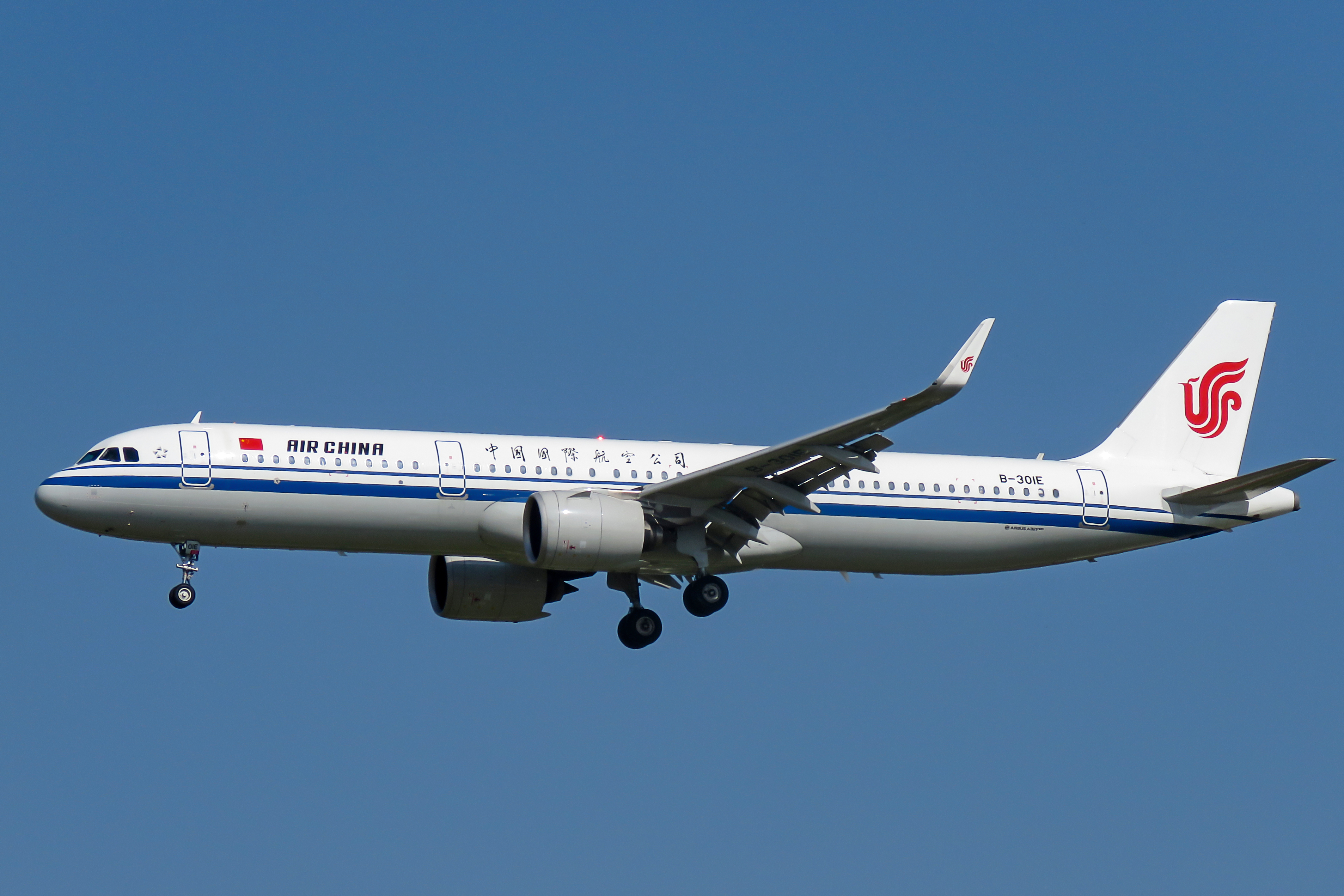
エアバスA321neo
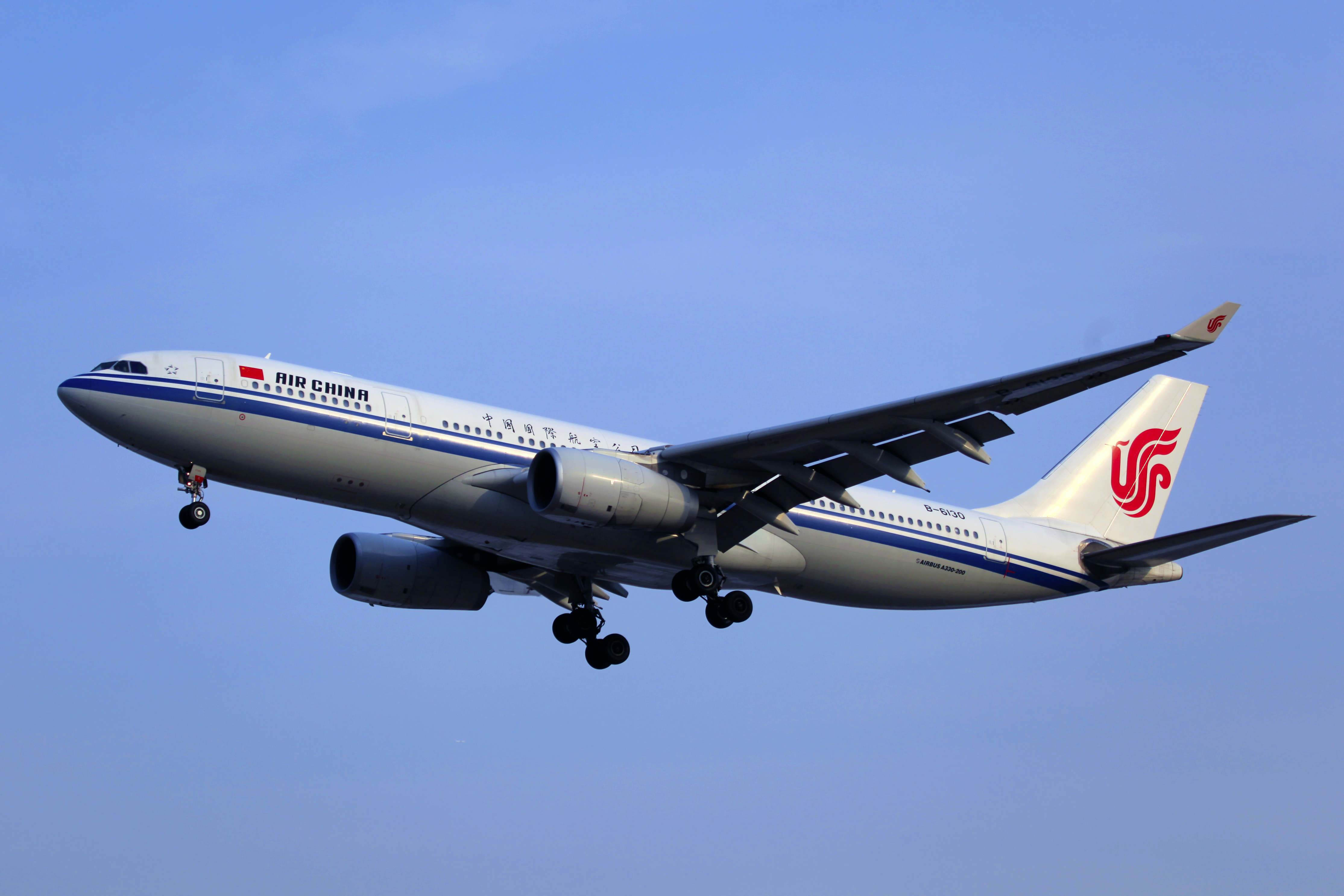
エアバスA330-200
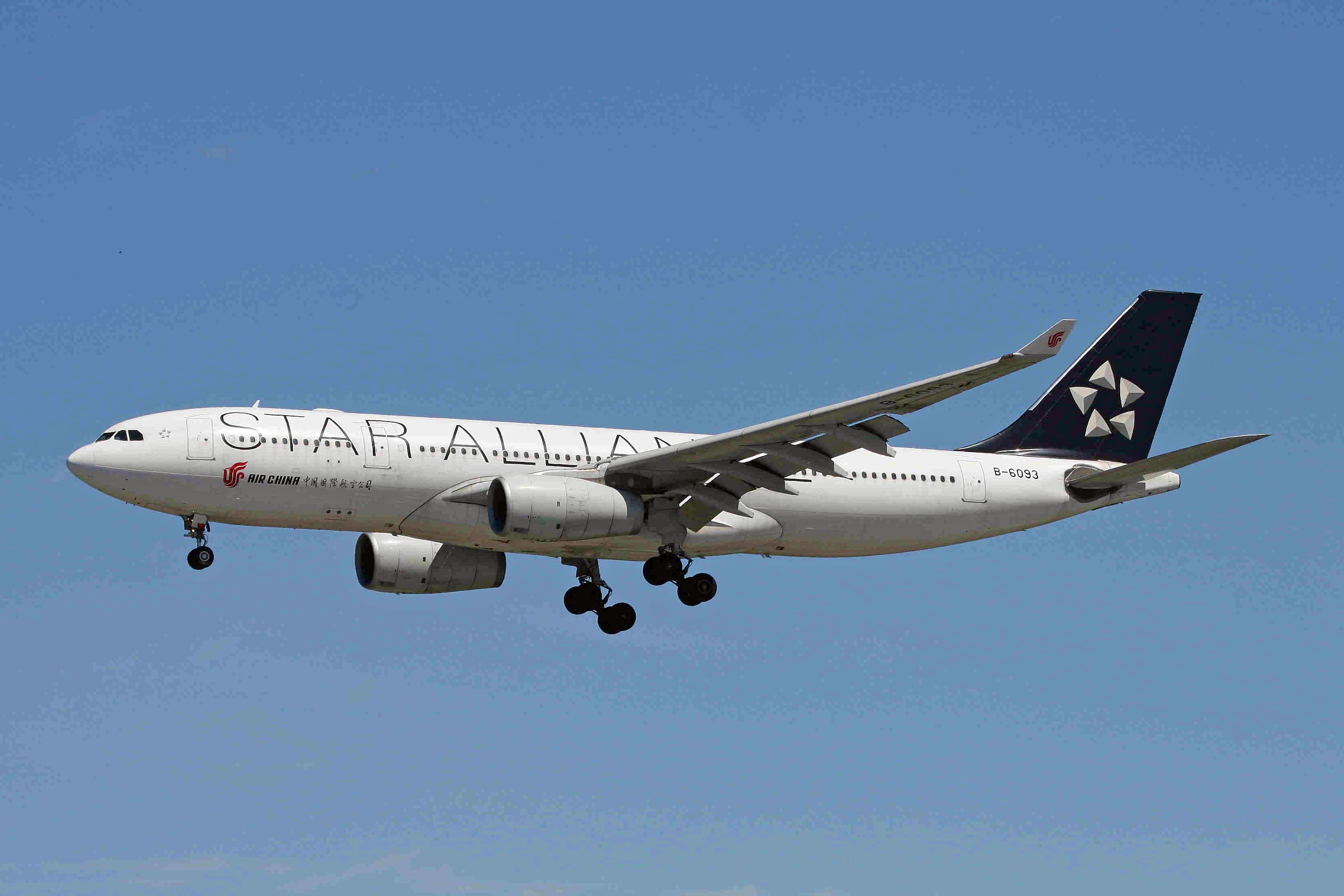
エアバスA330-200（スターアライアンス塗装）
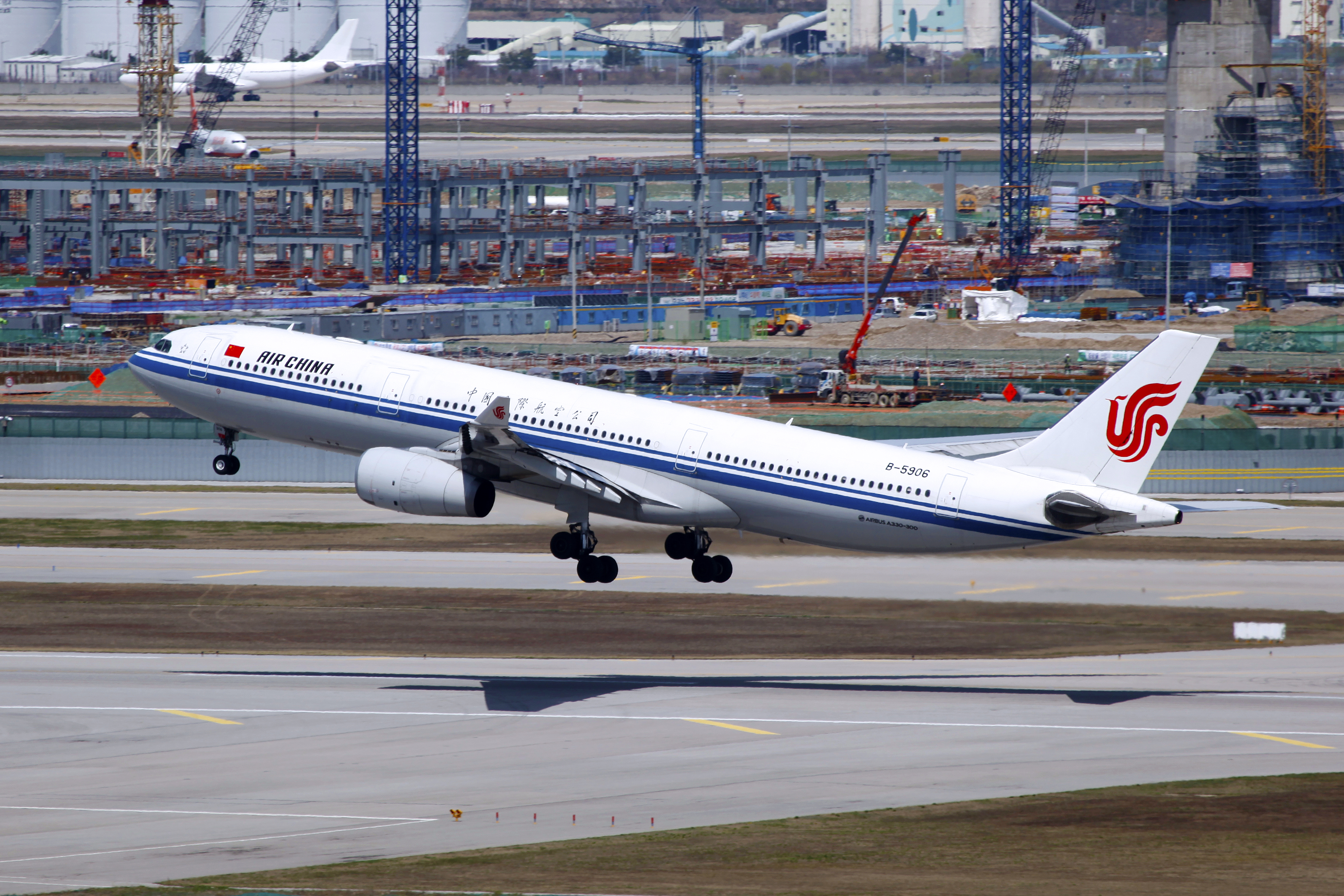
エアバスA330-300
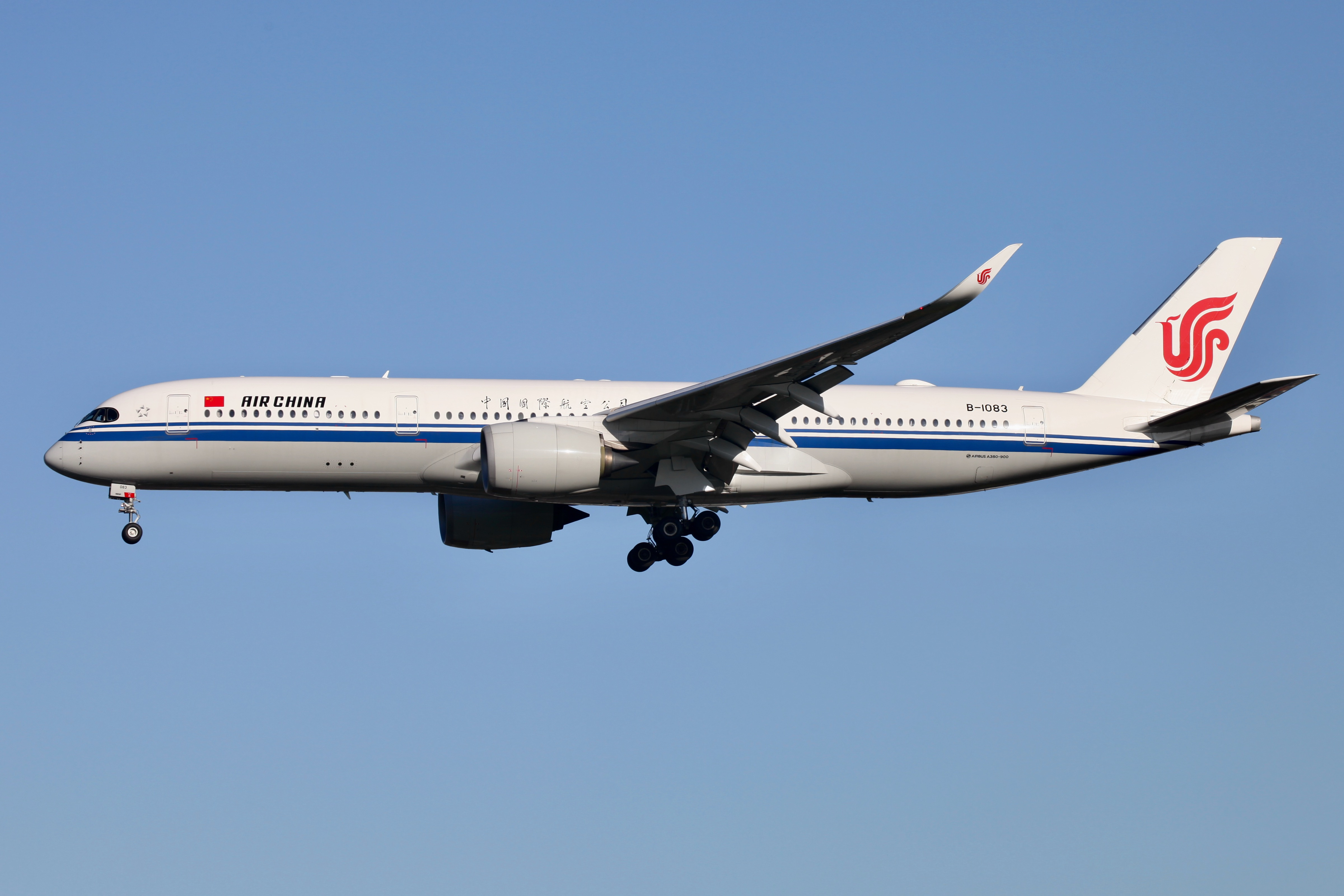
エアバスA350-900
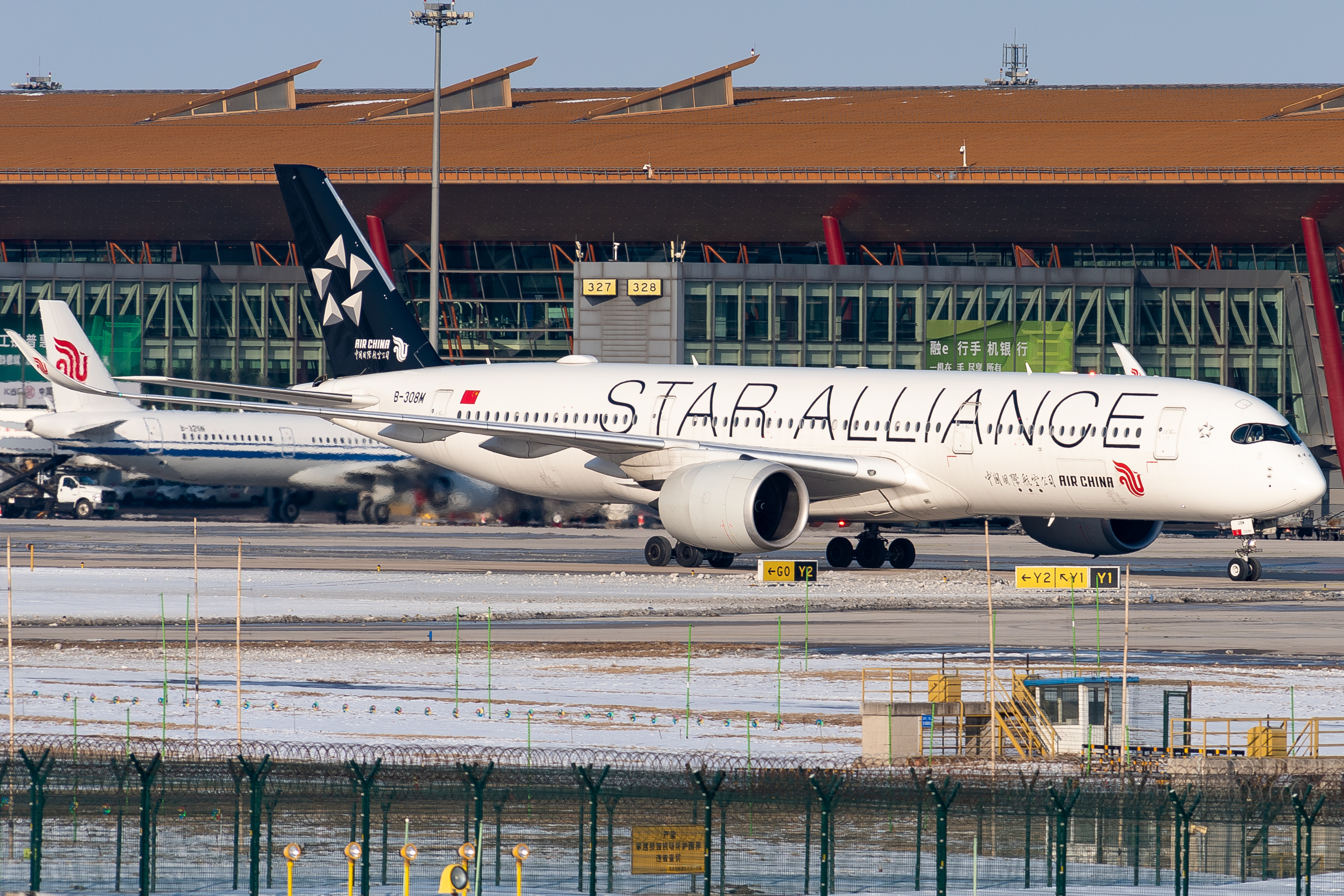
エアバスA350-900（スターアライアンス塗装）
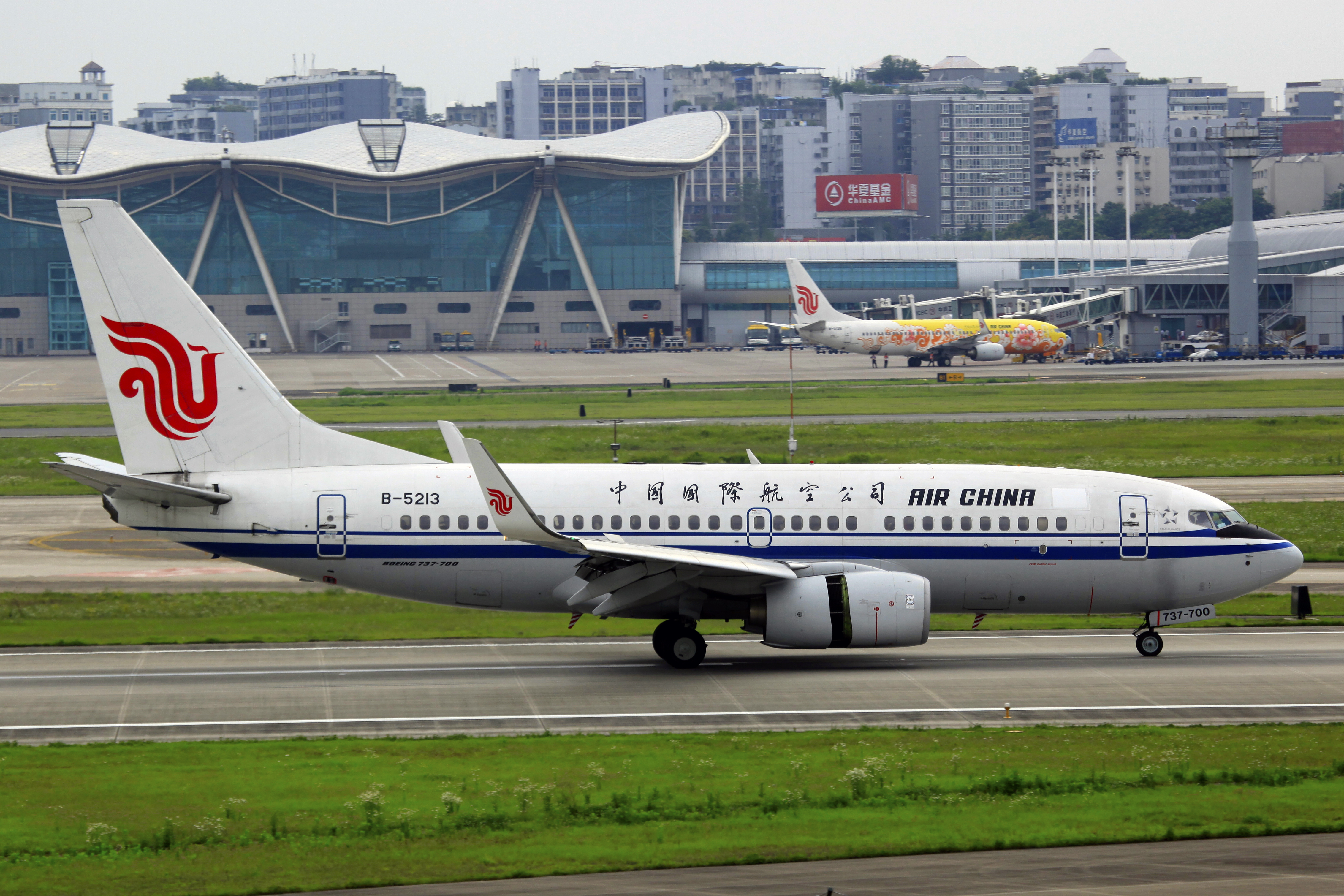
ボーイング737-700（両岸直行便対応機）
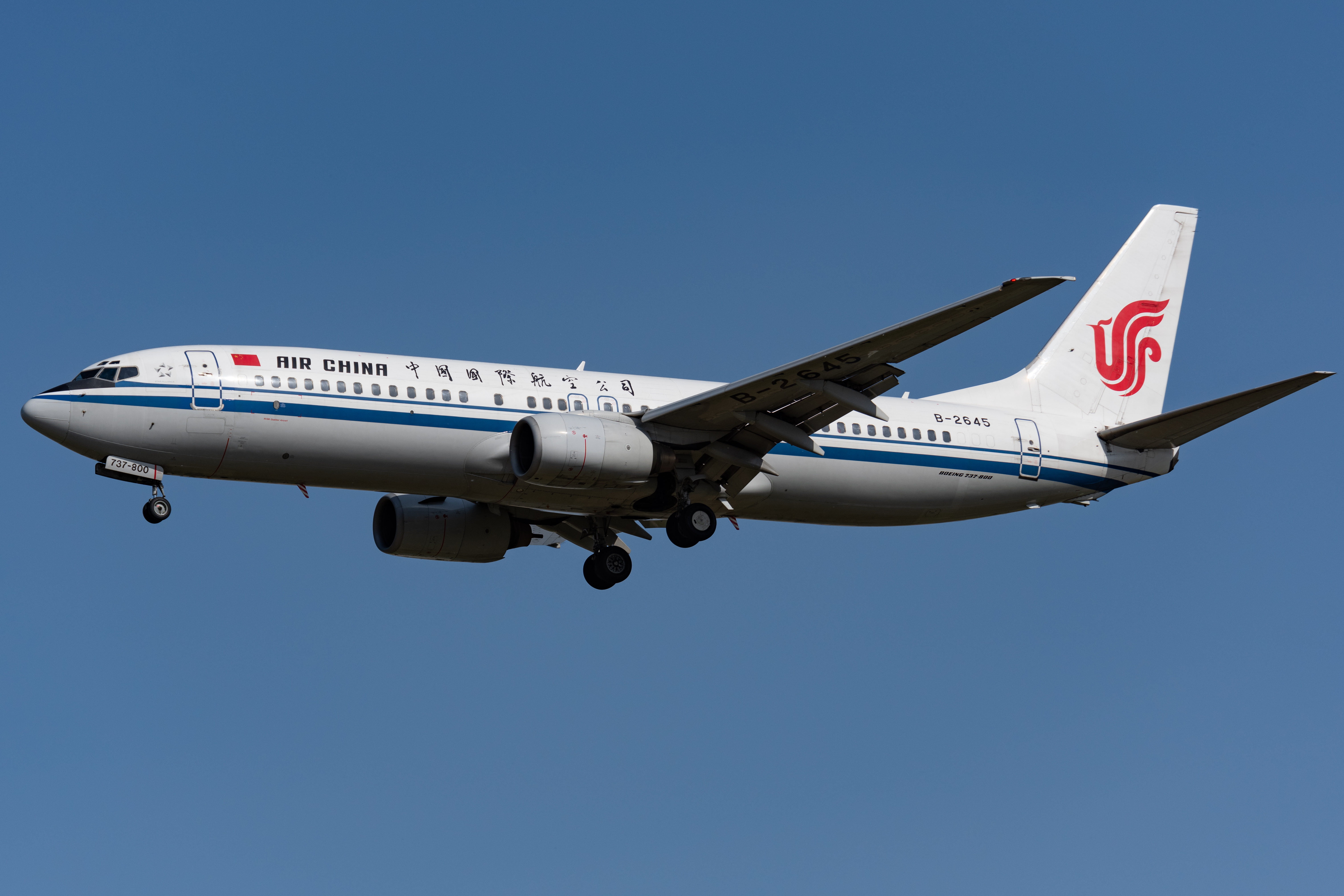
ボーイング737-800
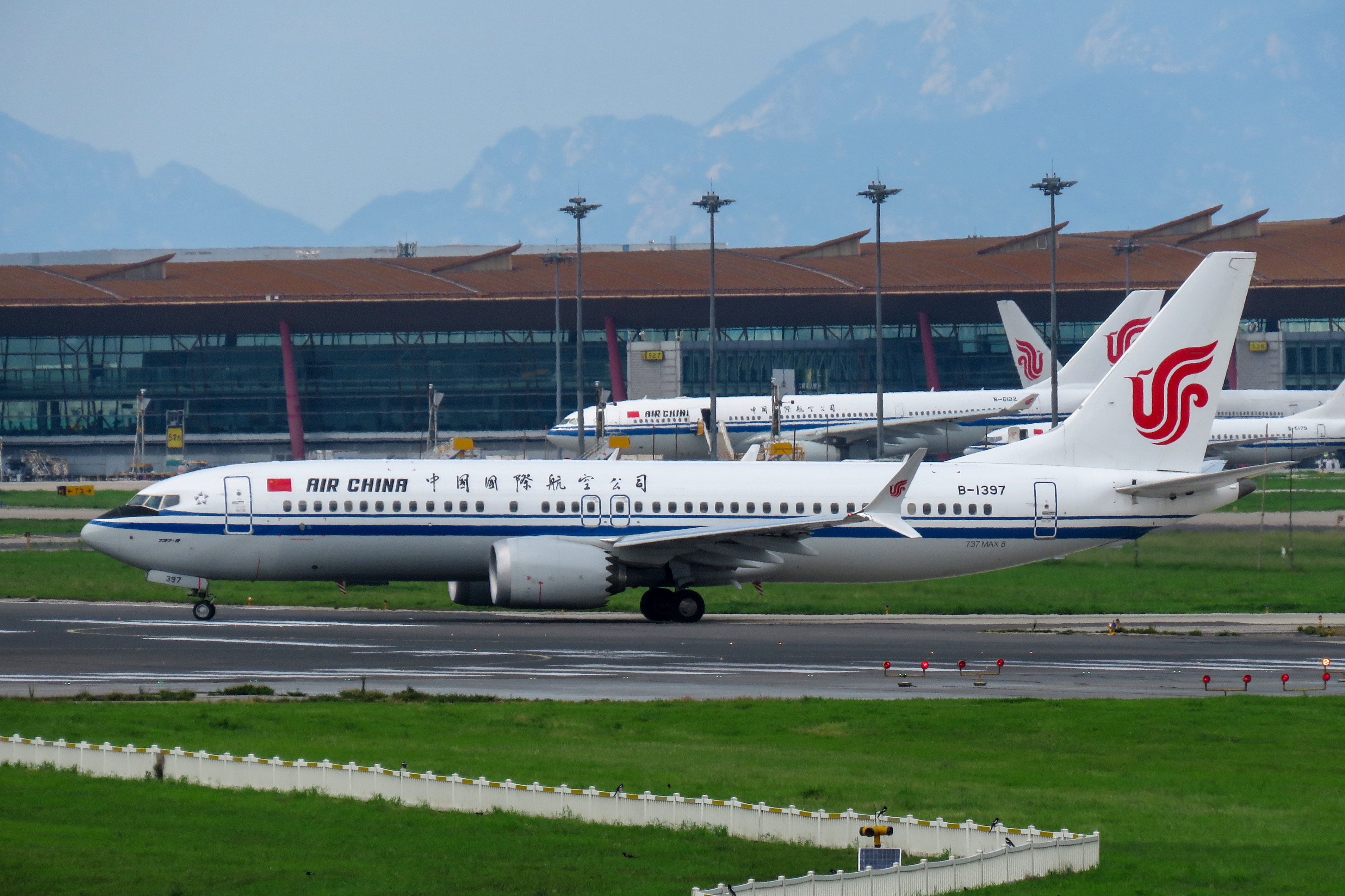
ボーイング737-8 MAX
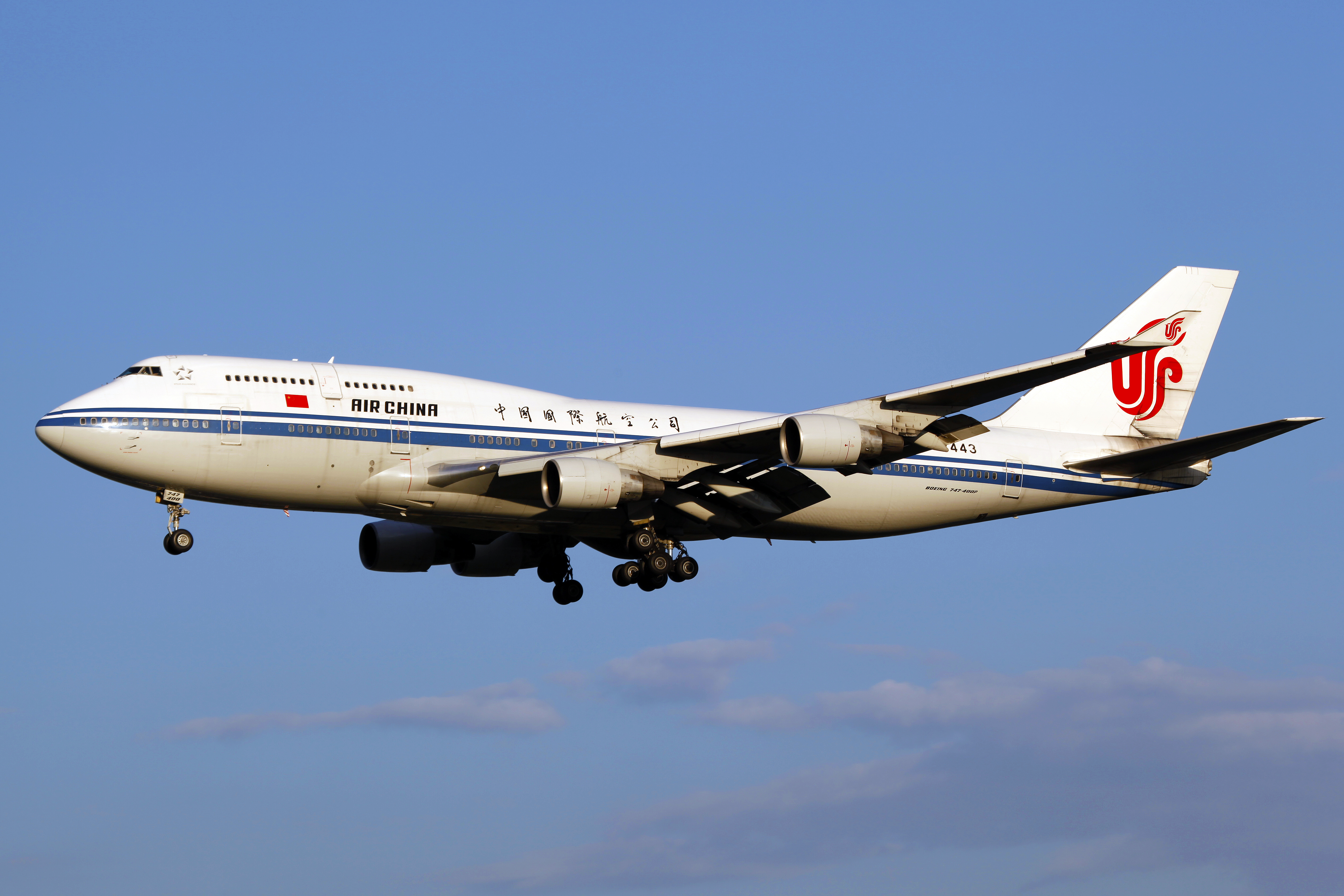
ボーイング747-400
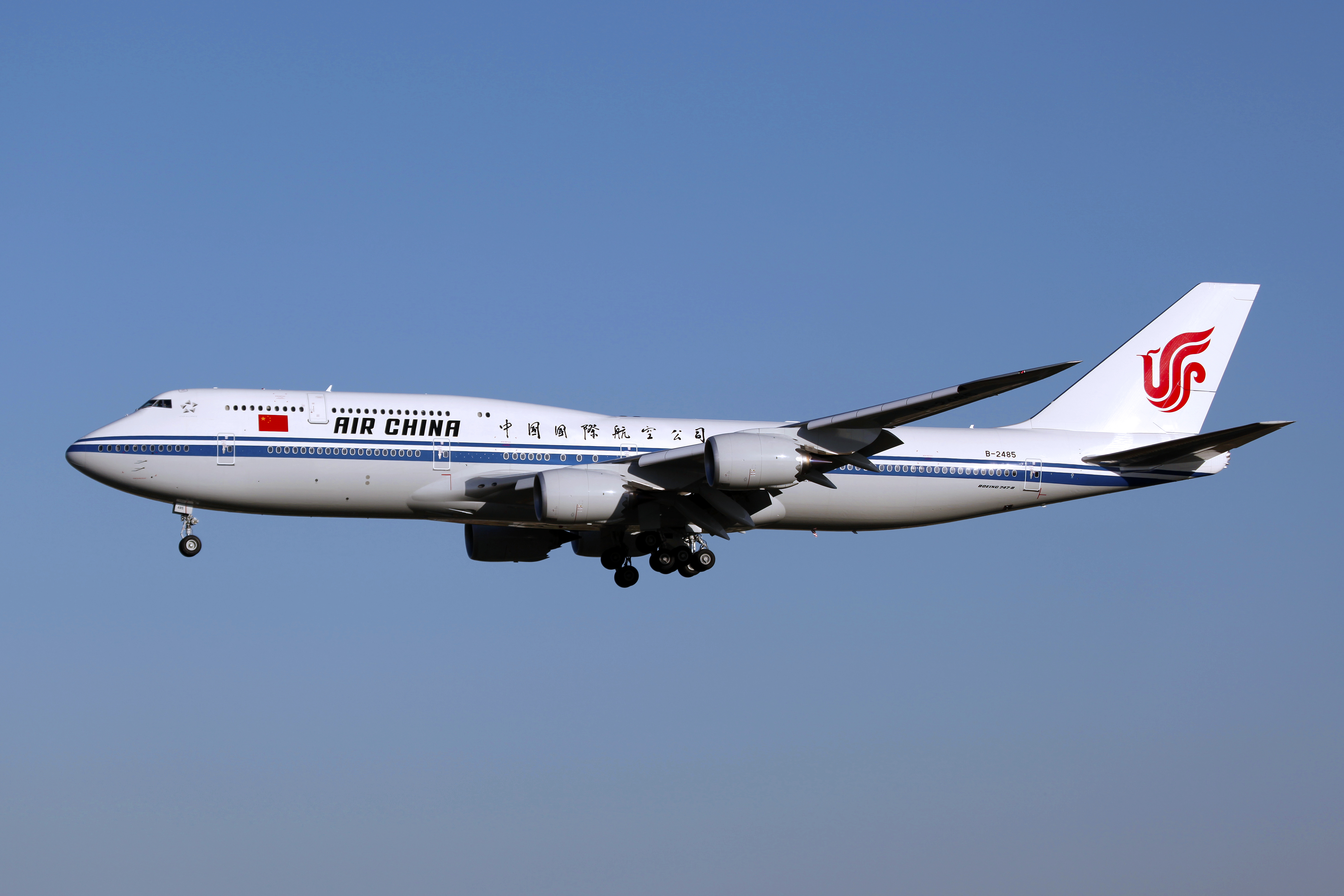
ボーイング747-8I
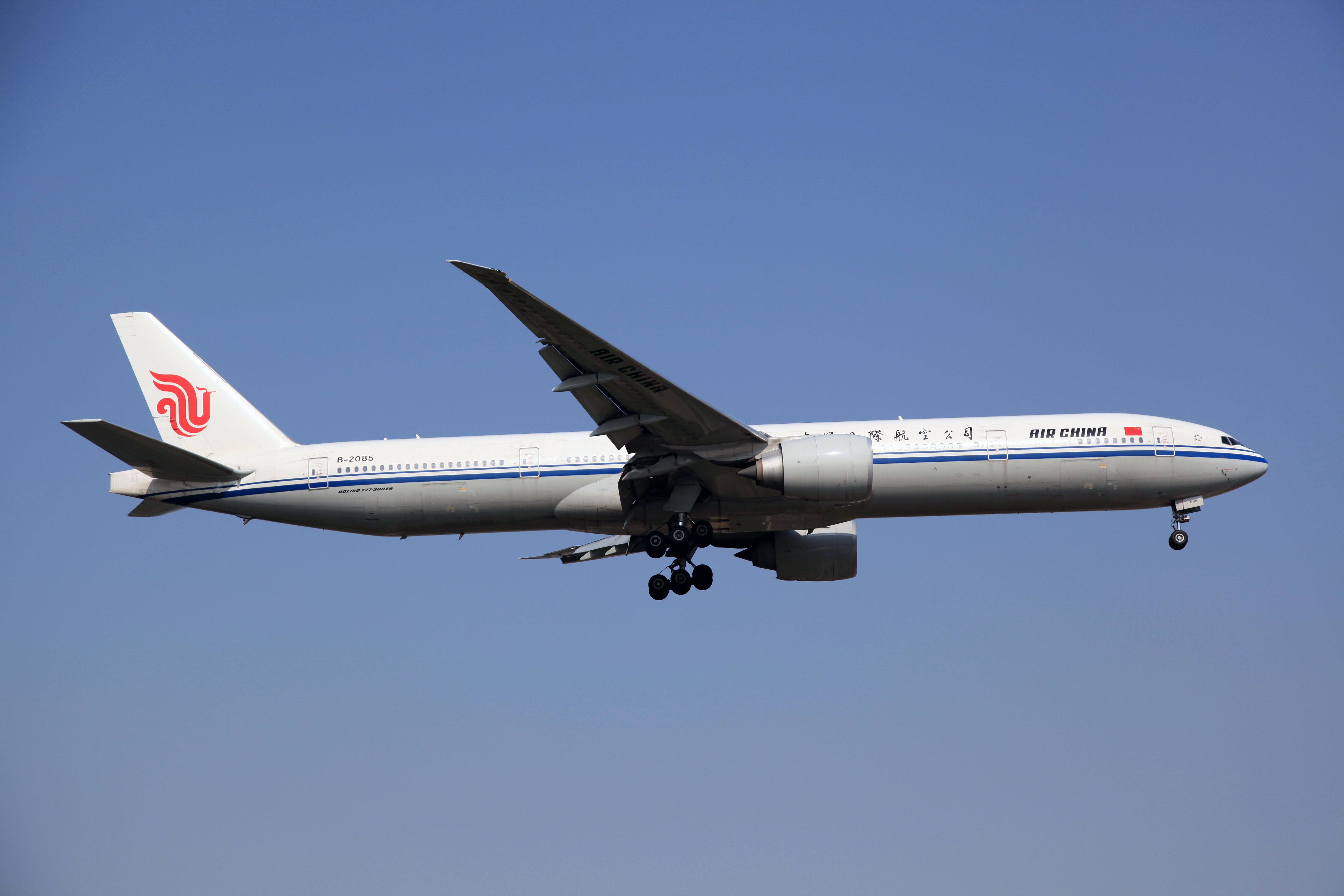
ボーイング777-300ER
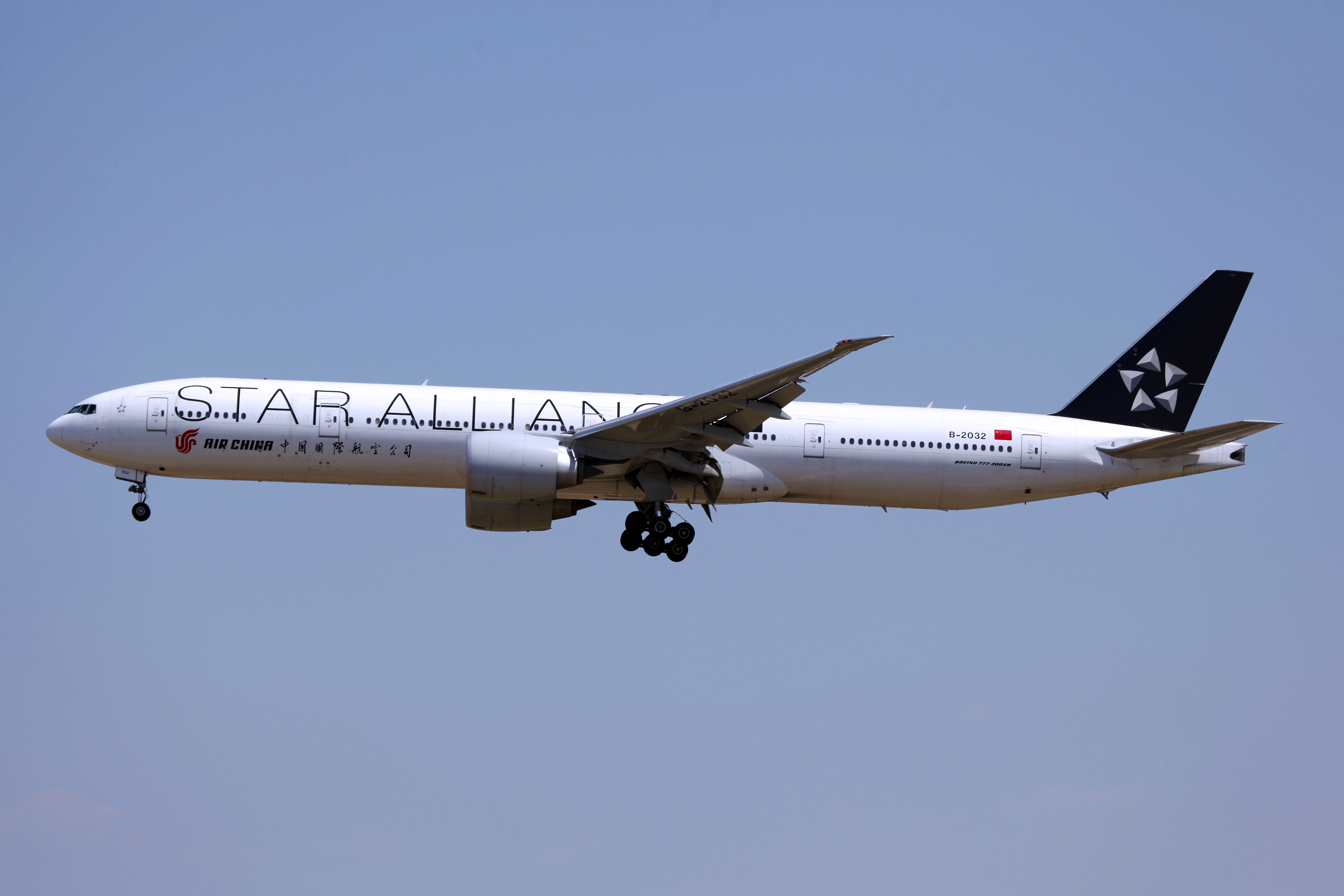
ボーイング777-300ER（スターアライアンス塗装）
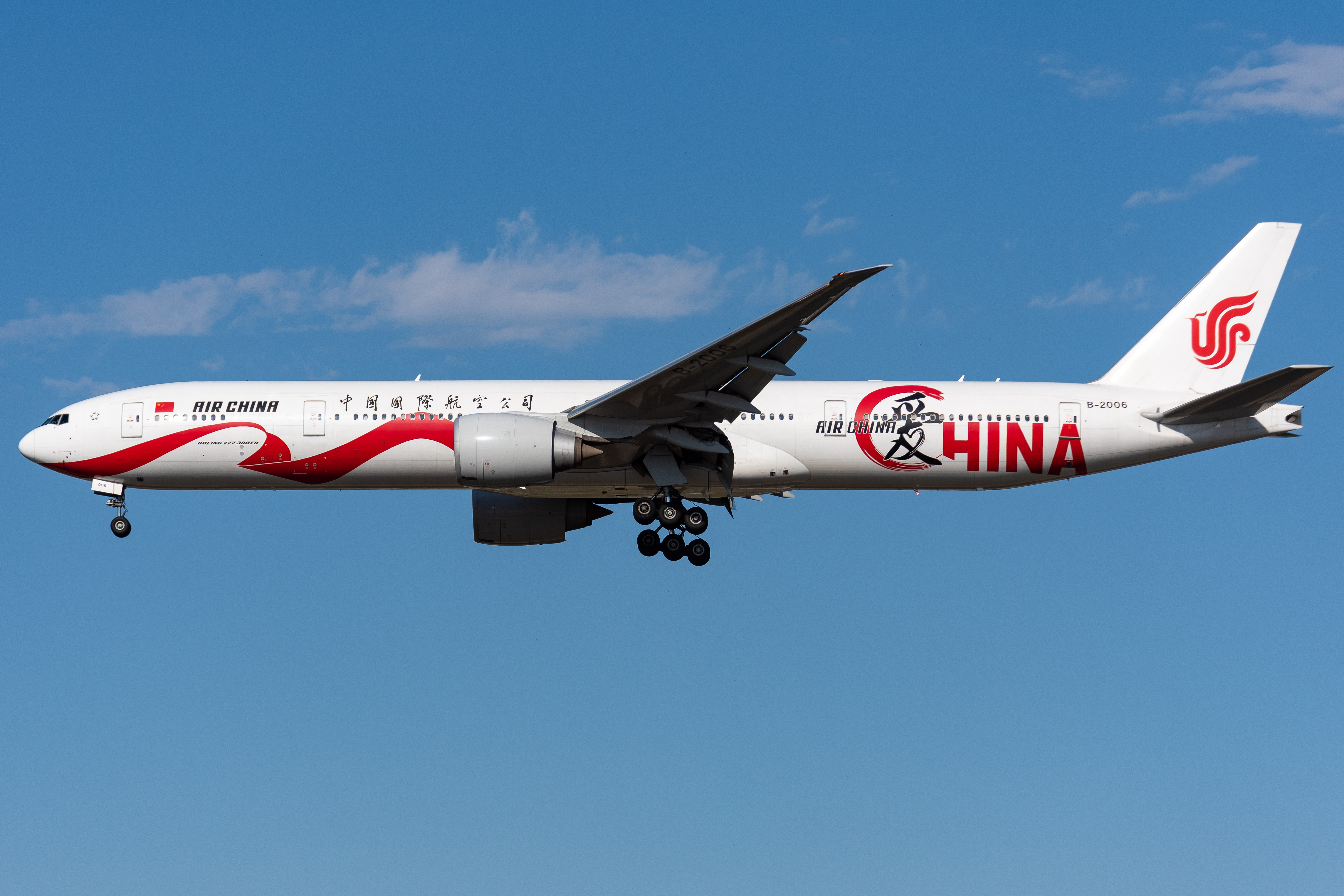
ボーイング777-300ER（特別塗装機「AIR CHINA LOVES CHINA」）
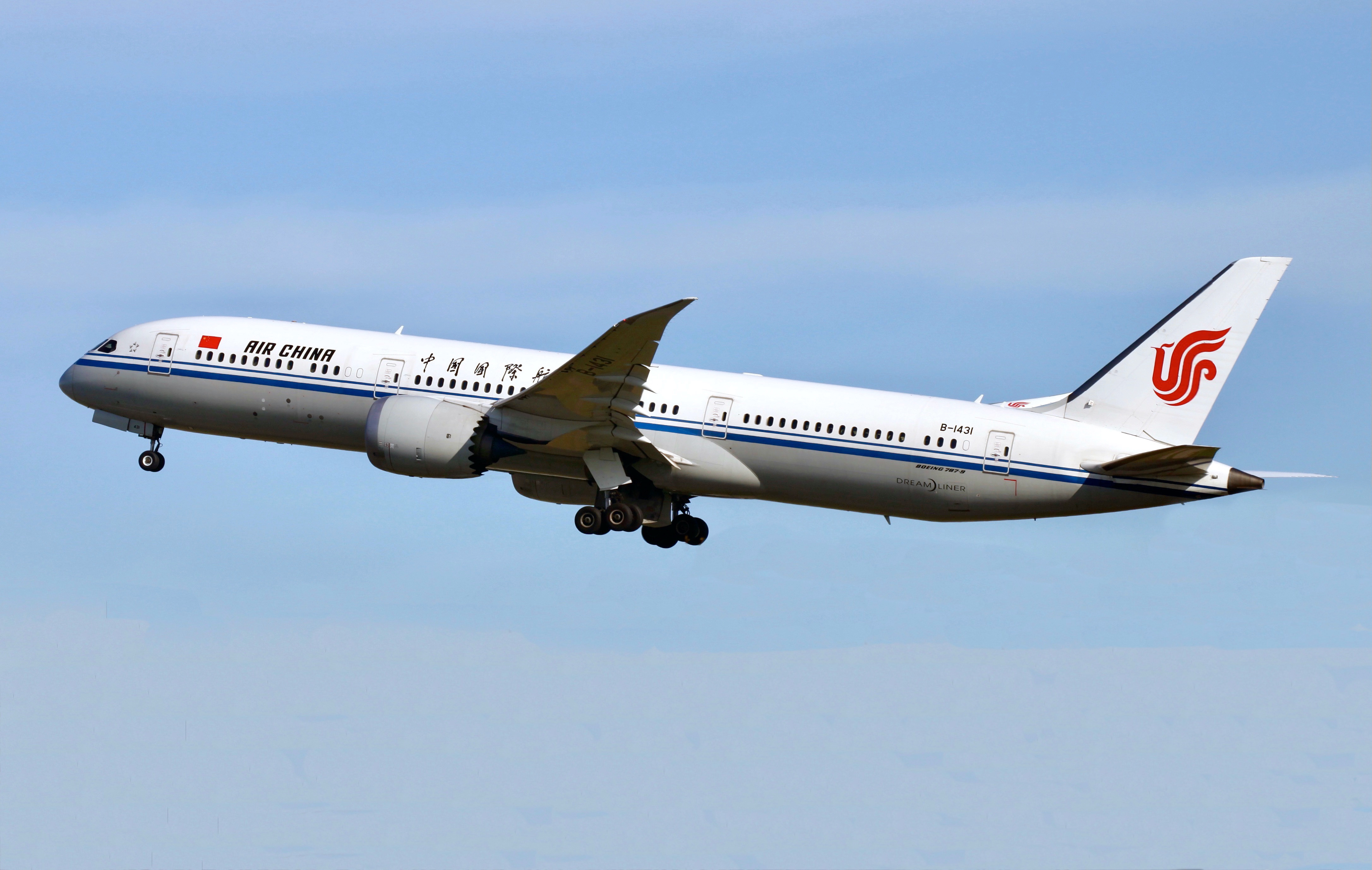
ボーイング787-9
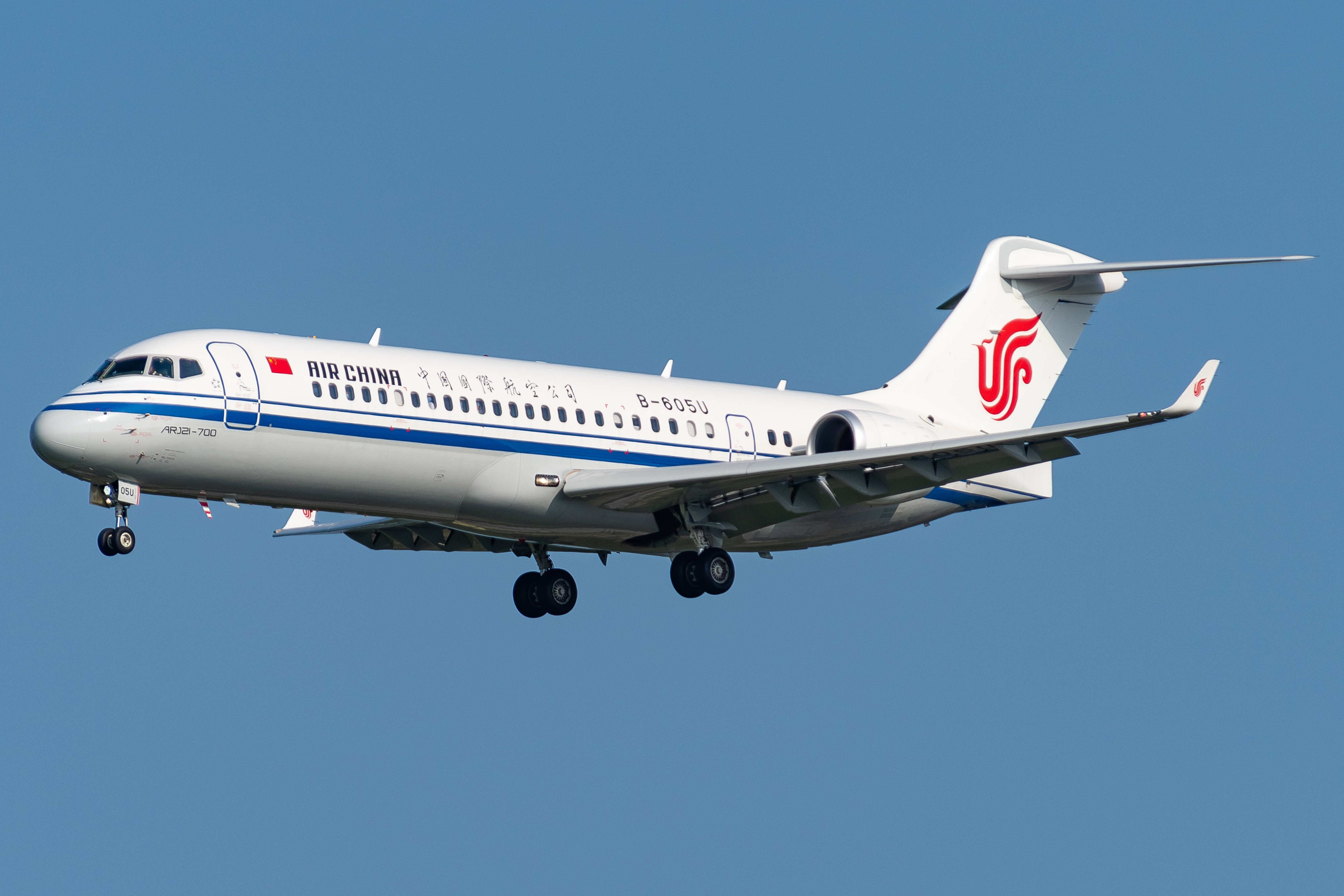
COMAC C909
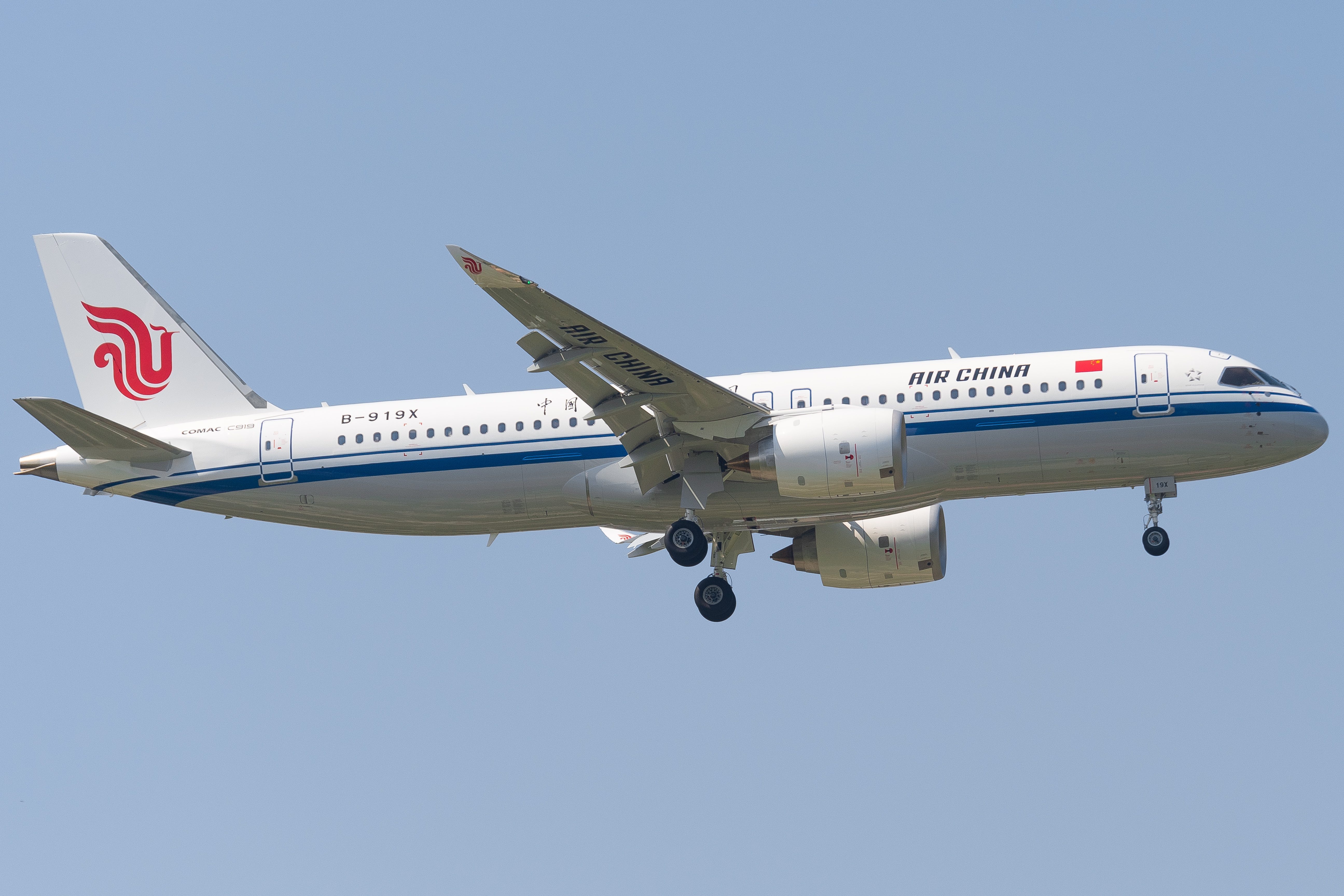
COMAC C919

### 退役機材
- エアバスA340-300
- ボーイング707-320
- ボーイング737-200
- ボーイング737-300
- ボーイング737-600
- ボーイング747-200B(M)
- ボーイング747-400M
- ボーイング747-SP
- ボーイング757-200
- ボーイング767-200ER/300/300ER
- ボーイング777-200
- BAe 146-100
- ホーカー・シドレー トライデント
- Y-7

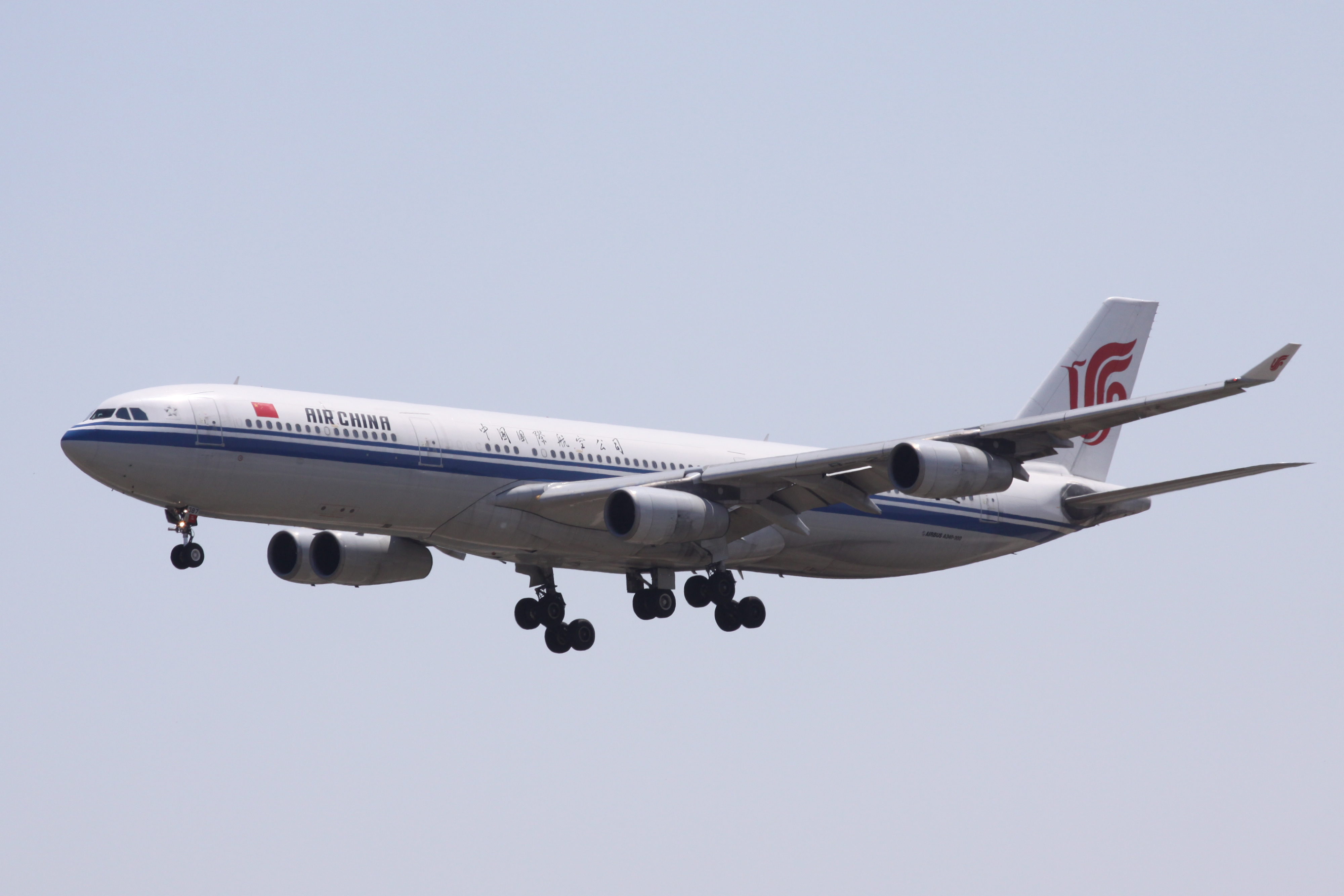
エアバスA340-300
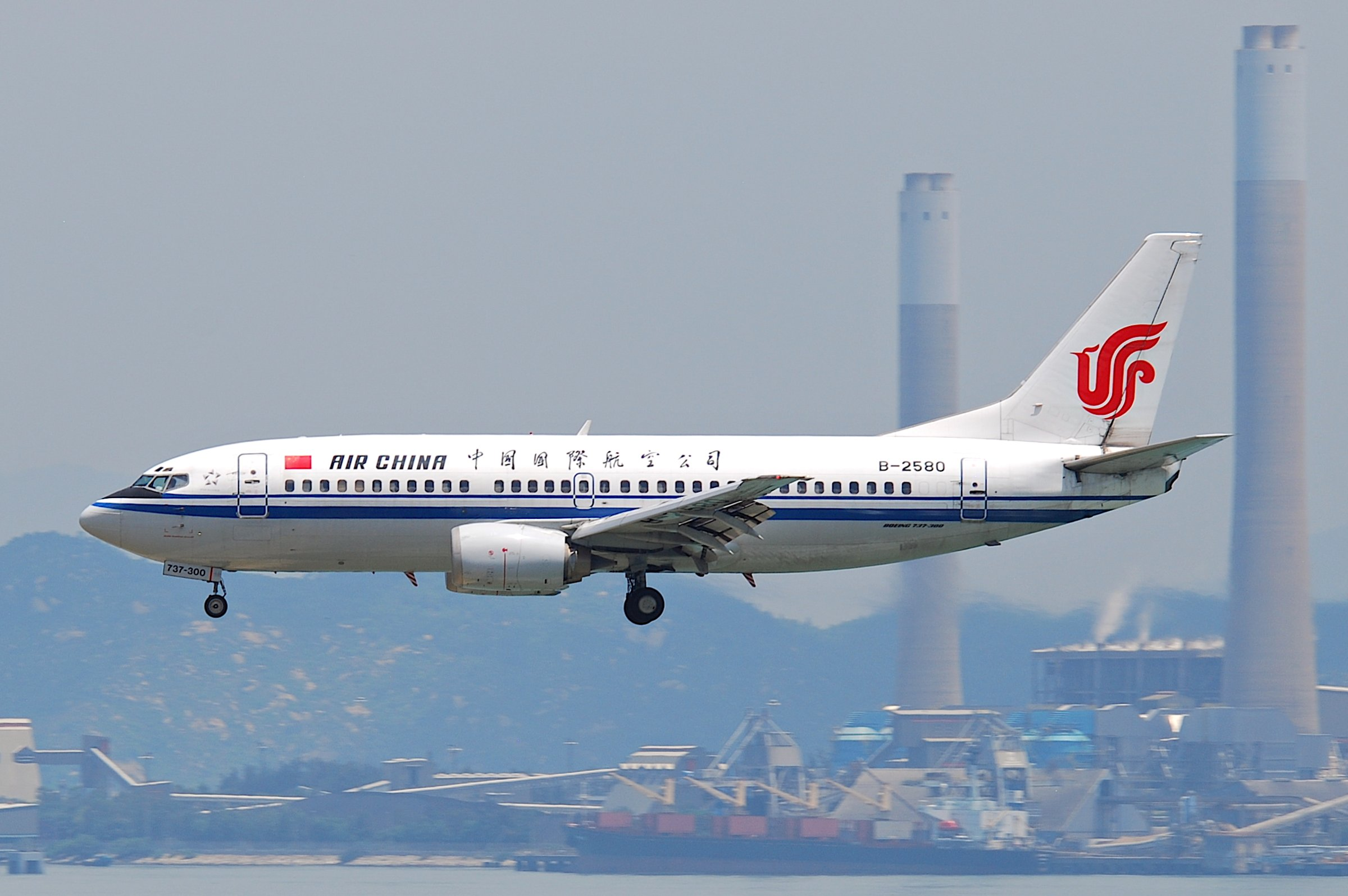
ボーイング737-300
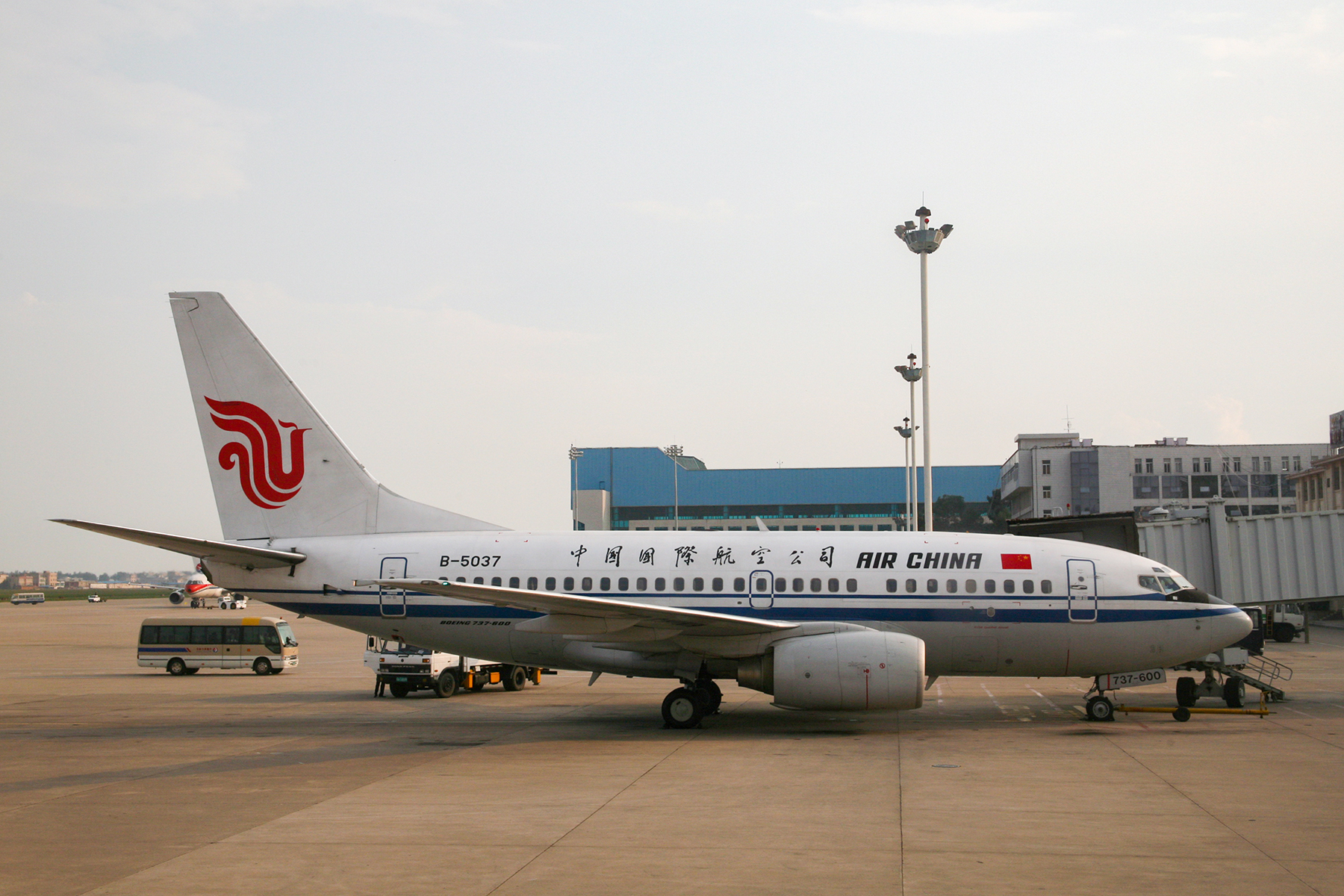
ボーイング737-600
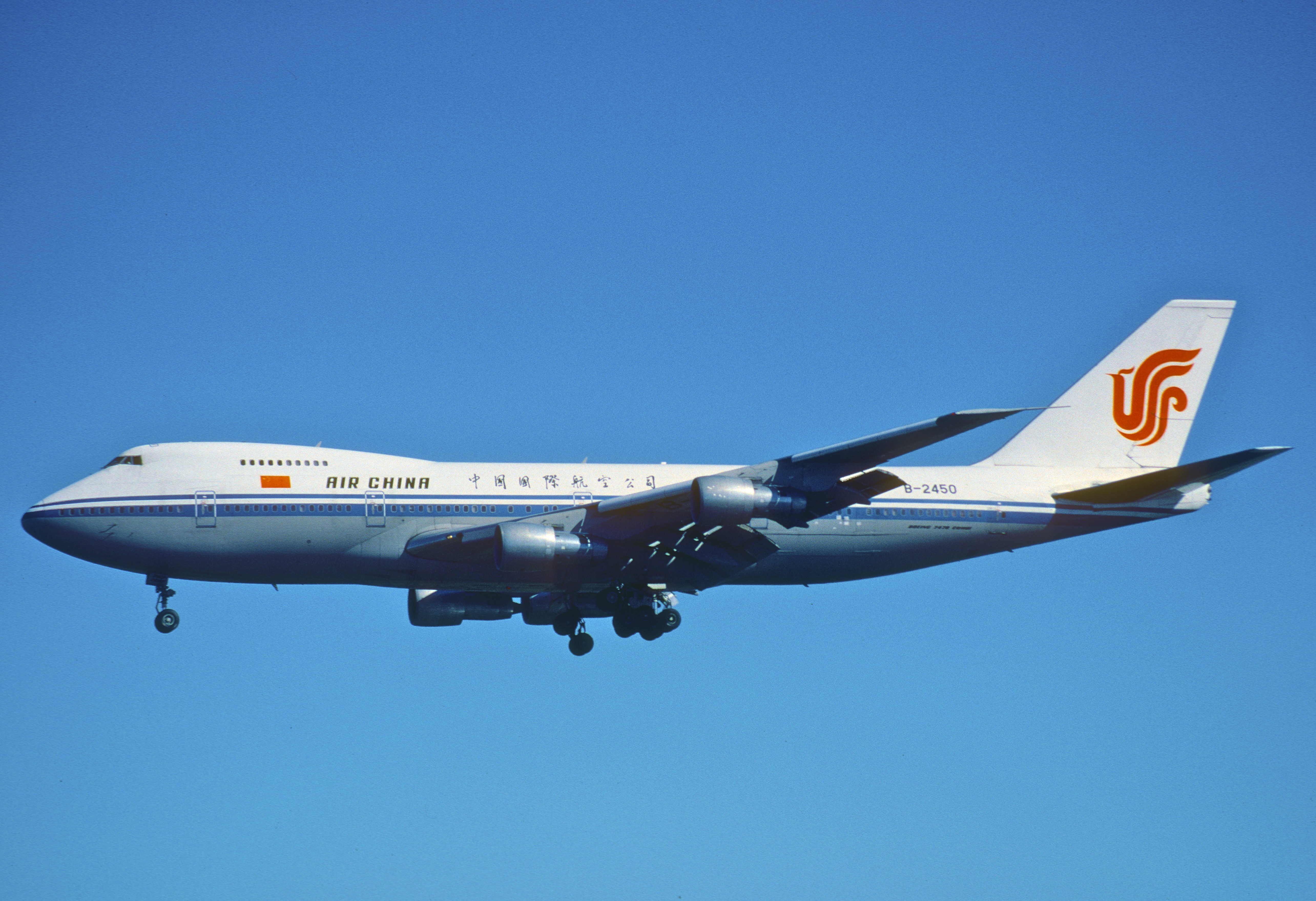
ボーイング747-200B(M)
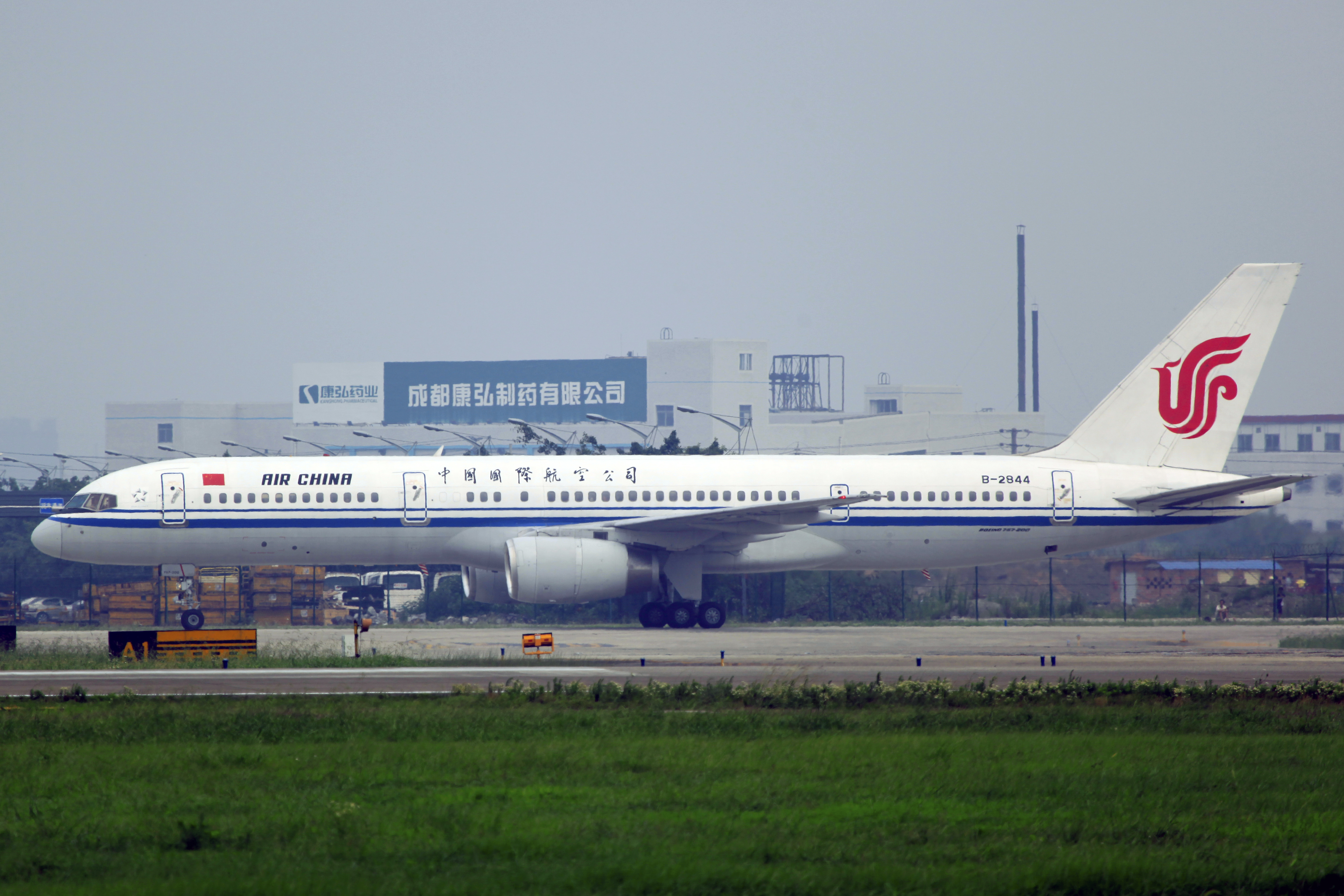
ボーイング757-200
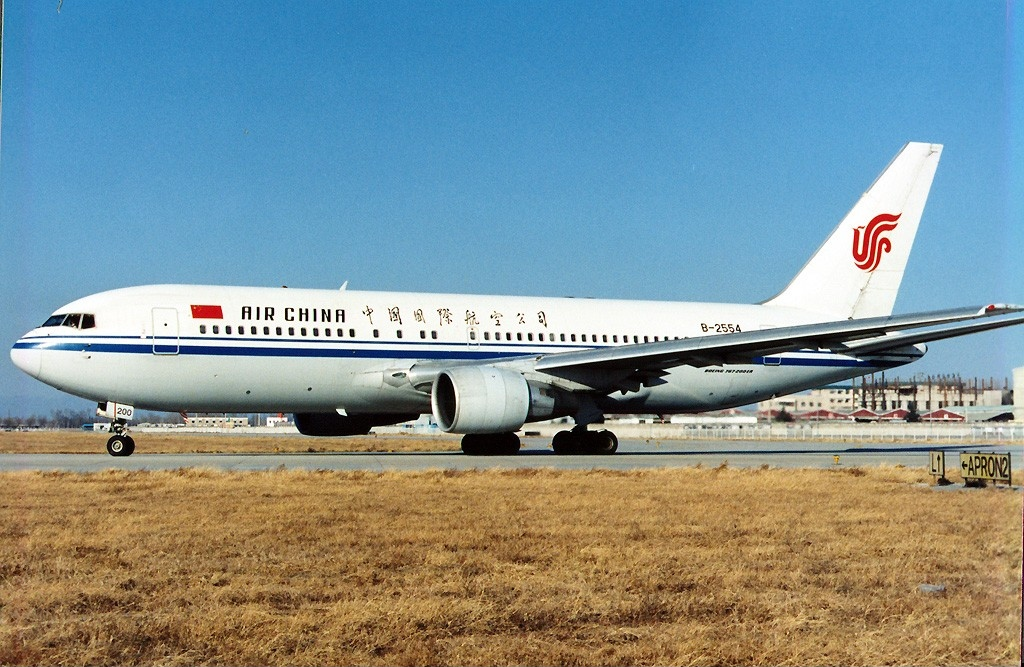
ボーイング767-200ER
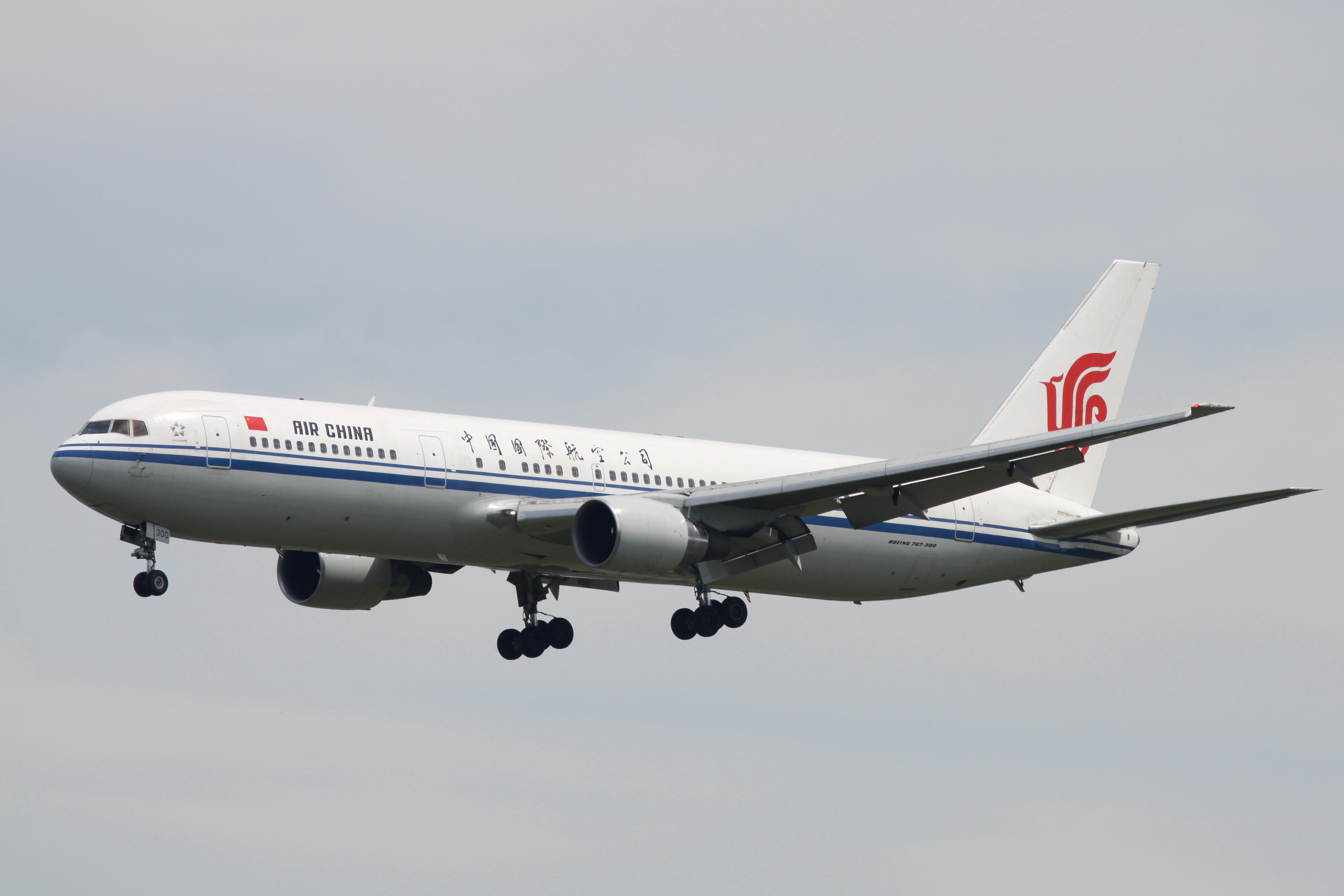
ボーイング767-300
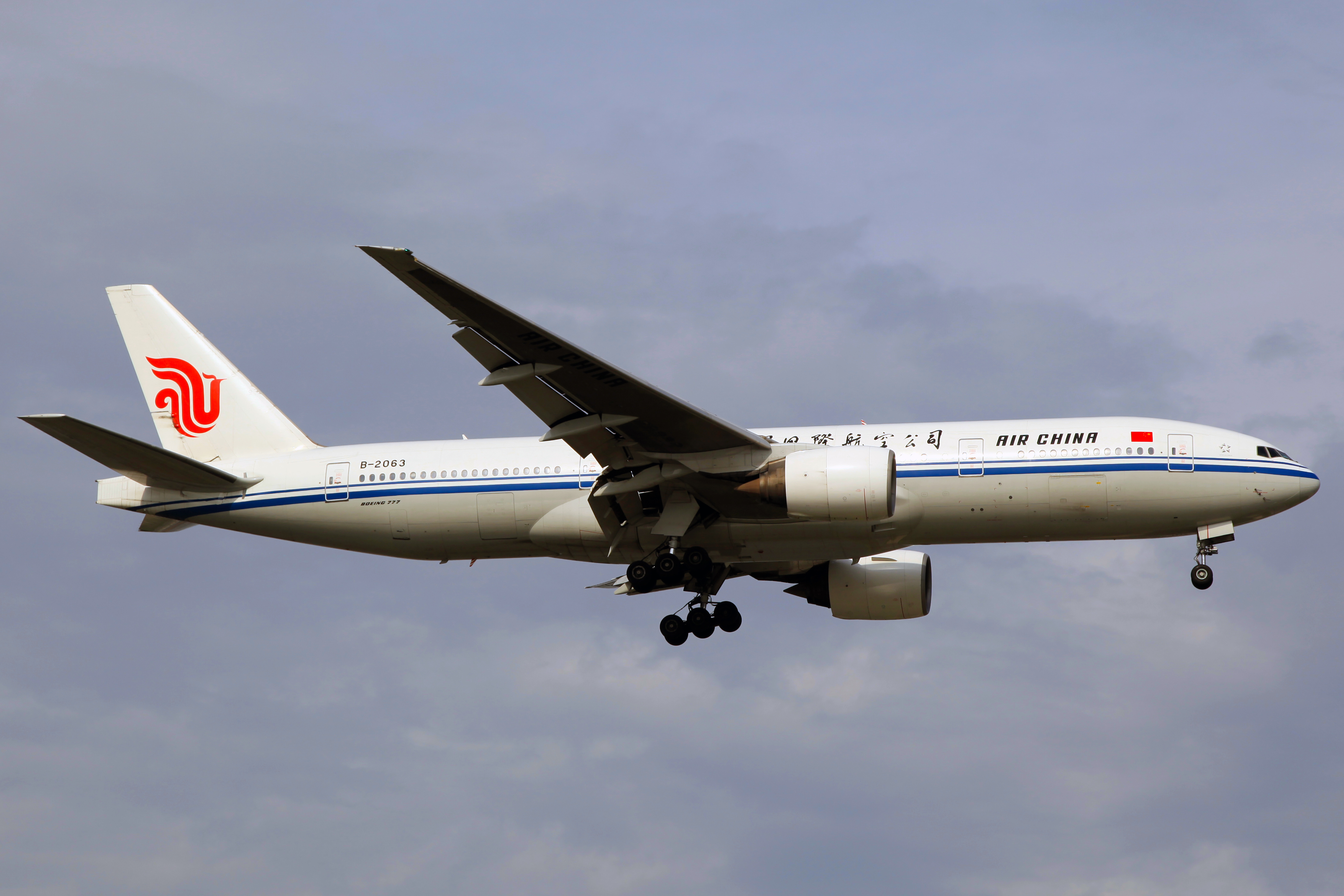
ボーイング777-200
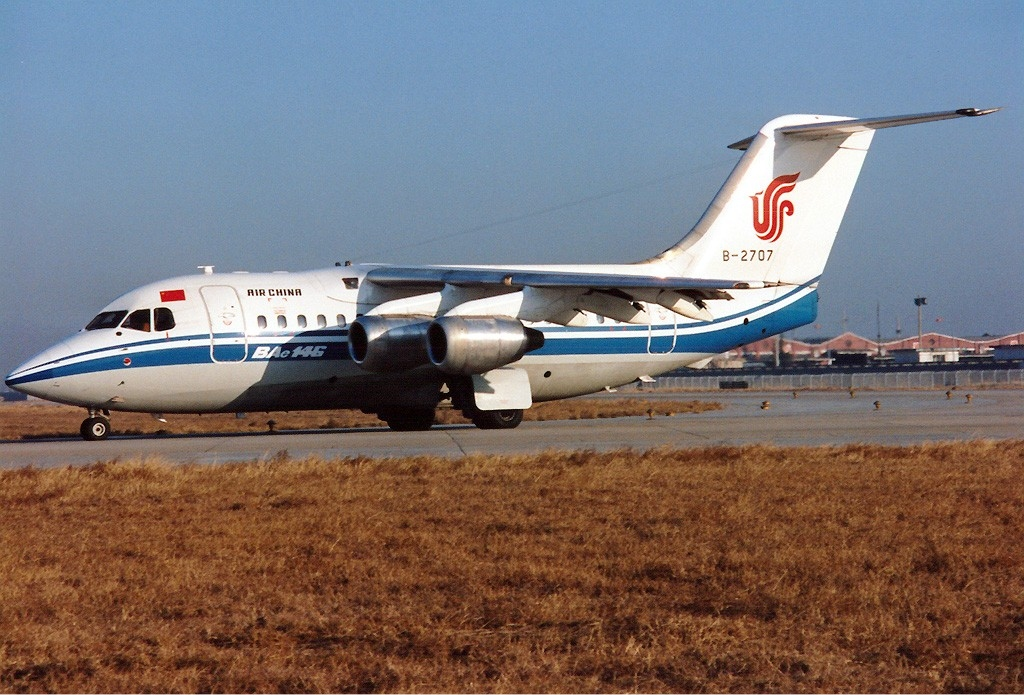
BAe 146-100
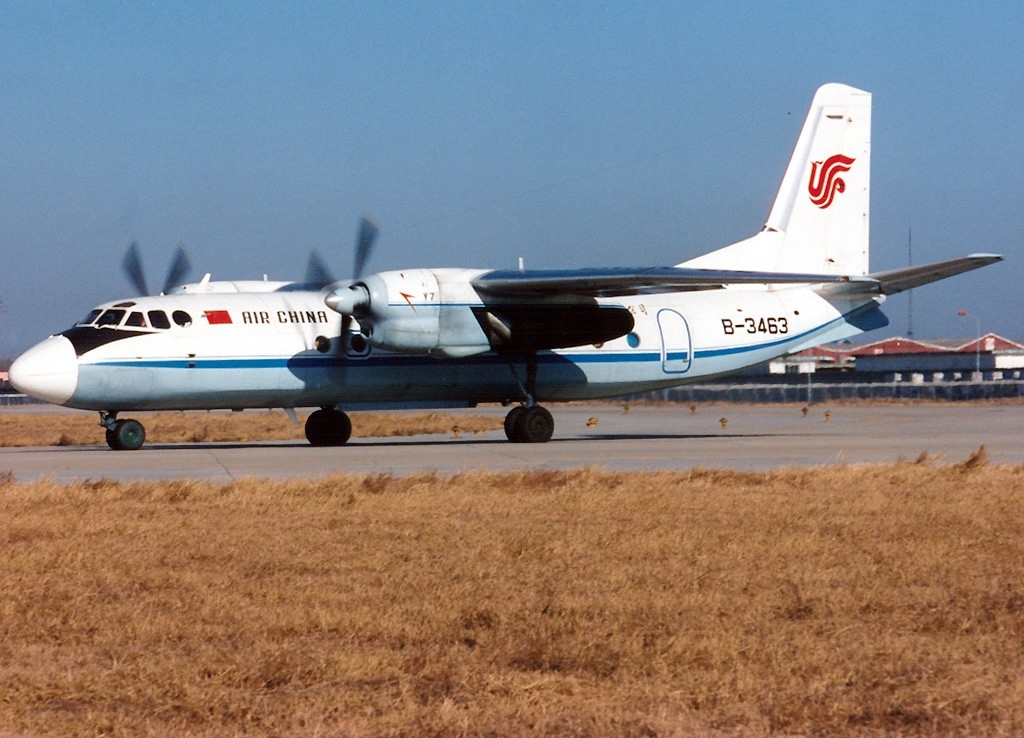
Y-7

## マイレージ
マイレージサービスは鳳凰知音（フェニックスマイル）。中国国際航空のグループ会社の深圳航空、山東航空、北京航空、大連航空、チベット航空とマカオ航空でフェニックスマイルでのサービスが受けられる。また、スターアライアンス加盟各社の他、下記の航空会社とも提携している。
- キャセイパシフィック航空
- ヴァージン・アトランティック航空
- ハワイアン航空

## 公務

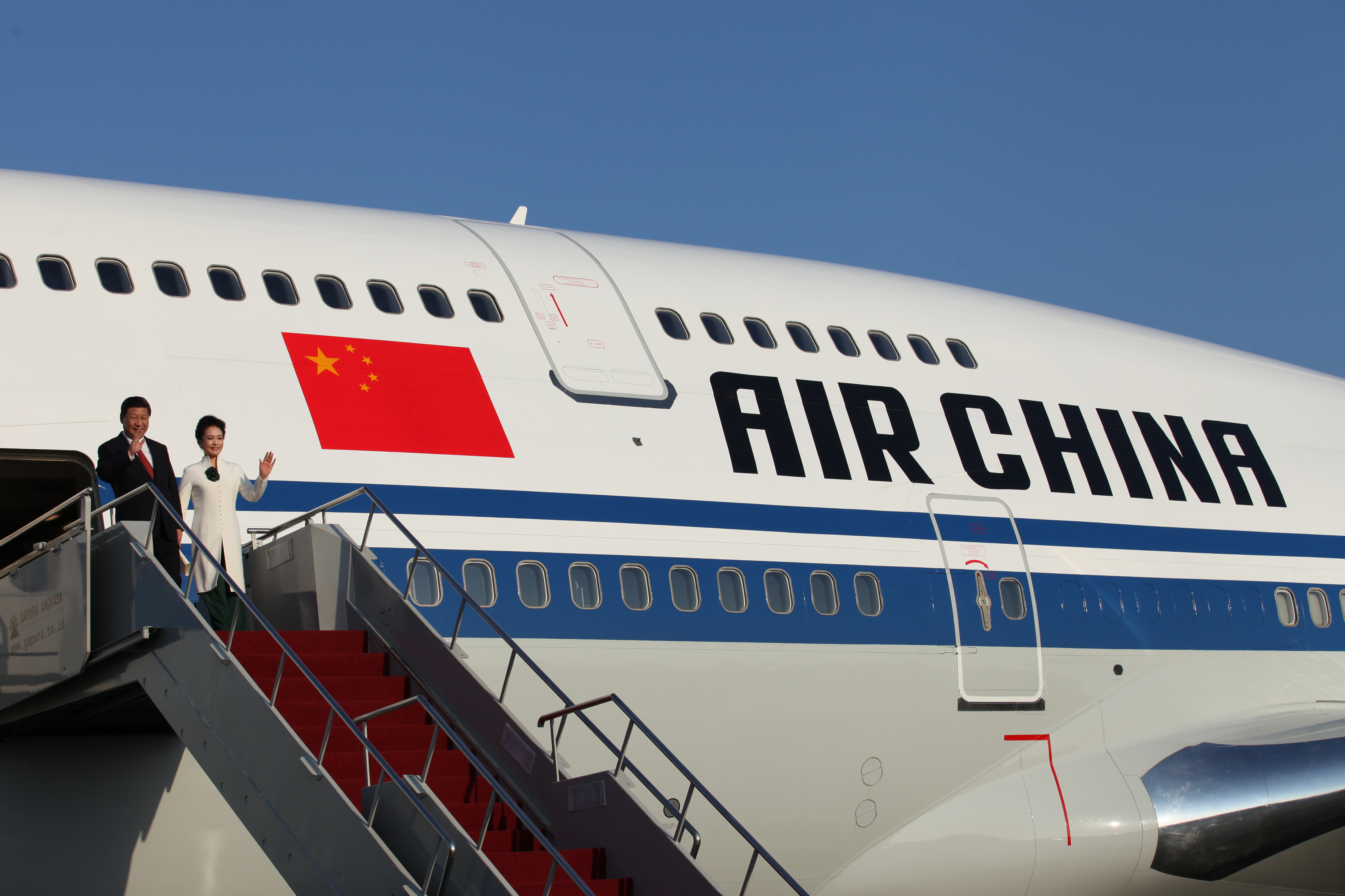
中国国際航空のB747-400に搭乗する、習近平夫妻

中国共産党総書記（最高指導者）、国家主席、国務院総理（首相）などの中国政府や中国共産党の要人が外遊、地方視察の際に使用する。
2018年米朝首脳会談では北朝鮮の高麗航空機も運航されたが、北朝鮮の要請を受けた中国政府の提供で最高指導者の金正恩は同社のボーイング747-400型機を往路と帰路に利用した。

## 事故・事件
- 1989年12月16日 - 中国民航機ハイジャック事件
- 2002年4月15日 - 中国国際航空129便墜落事故